# Błonkoskrzydłe Wielkiej Brytanii
Błonkoskrzydłe Wielkiej Brytanii – ogół taksonów owadów z rzędu błonkoskrzydłych, których występowanie stwierdzono na terenie Wielkiej Brytanii.

## Rośliniarki(Symphyta)

### Niesnujowate(Pamphiliidae)
W Wlk. Brytanii stwierdzono m.in.:
- osnuja czerwonogłowa (Acantholyda erythrocephala)
- osnuja gwiaździsta (Acantholyda posticalis) ssp. pinivora
- osnujka modrzewiowa (Cephalcia lariciphila)
- Neurotoma mandibularis
- Neurotoma saltuum
- Pamphilius albopictus
- Pamphilius balteatus
- Pamphilius betulae
- Pamphilius fumipennis
- Pamphilius gyllenhali
- Pamphilius histrio
- Pamphilius hortorum
- Pamphilius inanitus
- Pamphilius maculosus
- Pamphilius nemorum
- Pamphilius pallipes
- niesnuja szypszynowa (Pamphilius pallipes)
- Pamphilius sylvarum
- Pamphilius sylvaticus
- Pamphilius vafer
- Pamphilius varius

### Trzpiennikowate(Siricidae)
W Wlk. Brytanii stwierdzono m.in.:
- Sirex areolatus
- Sirex cyaneus ssp. cyaneus
- trzpiennik świerkowiec (Sirex juvencus) – wątpliwy
- husarek sosnowiec (Sirex noctilio)
- Urocerus albicornis
- Urocerus californicus
- trzpiennik olbrzym (Urocerus gigas)
- kruszel czarny (Xeris spectrum)
- Tremex columba

### Obnażaczowate(Argidae)
W Wlk. Brytanii stwierdzono m.in.:
- Aprosthema melanurum
- Arge ciliaris
- Arge cyanocrocea
- Arge enodis
- Arge fuscipes spp. fuscipes
- Arge gracilicornis
- Arge melanochra
- Arge nigripes spp. nigripes
- obnażacz różówka (Arge ochropus)
- obnażacz kopciuszek (Arge pagana) spp. stephensii
- Arge rustica
- Arge ustulata
- Sterictiphora angelicae
- Sterictiphora geminata

### Bryzgunowate(Cimbicidae)
W Wlk. Brytanii stwierdzono m.in.:
- Abia aenea
- Abia candens
- Abia fasciata
- Abia lonicerae
- Abia sericea
- Cimbex connatus
- bryzgun brzozowiec (Cimbex femoratus )
- bryzgun wierzbowiec (Cimbex luteus)
- Cimbex quadrimaculatus
- Trichiosoma laterale
- Trichiosoma latreillii
- Trichiosoma lucorum
- Trichiosoma pusillum
- Trichiosoma scalesii
- Trichiosoma sorbi
- Trichiosoma tibiale
- Trichiosoma vitellina

### Borecznikowate(Diprionidae)
W Wlk. Brytanii stwierdzono m.in.:
- borecznik sosnowiec (Diprion pini)
- borecznik czarnożółty (Diprion similis)
- borecznik krzewian (Gilpinia frutetorum)
- borecznik harcyński (Gilpinia herycniae)
- borecznik jasnobrzuchy (Gilpinia pallida)
- borecznik zielonożółty (Gilpinia virens)
- borecznik jasnonogi (Microdiprion pallipes)
- borecznik jałowcowy (Monoctenus juniperi)
- borecznik rudy (Neodiprion sertifer)

### Pilarzowate(Tenthredinidae)
W Wlk. Brytanii stwierdzono m.in.:

- Aglaostigma aucupariae
- Aglaostigma fulvipes
- Allantus basalis spp. basalis, spp. caledonicus
- psowacz truskawkowy (Allantus calceatus)
- psowacz różany (Allantus cinctus)
- Allantus cingulatus
- Allantus coryli
- Allantus melanarius
- Allantus rufocinctus
- Allantus togatus
- Allantus truncatus
- Amauronematus abnormis
- Amauronematus amentorum
- Amauronematus amplus
- Amauronematus fasciatus
- Amauronematus godmani
- Amauronematus hedstroemi
- Amauronematus histrio
- Amauronematus humeralis
- Amauronematus krausi
- Amauronematus lateralis
- Amauronematus leucolenus
- Amauronematus longiserra
- Amauronematus mundus
- Amauronematus mcluckiei
- Amauronematus miltonotus
- Amauronematus sagmarius
- Amauronematus semilacteus
- Amauronematus stenogaster
- Amauronematus toeniatus
- Amauronematus tunicatus
- Amauronematus viduatus
- Amauronematus vittatus
- Ametastegia albipes
- Ametastegia equiseti
- Ametastegia glabrata
- Ametastegia carpini
- Ametastegia pallipes
- Ametastegia perla
- Ametastegia tenera
- Aneugmenus coronatus
- Aneugmenus fuerstenbergensis
- Aneugmenus padi
- Anoplonyx destructor
- Apethymus filiformis
- Apethymus serotinus
- Ardis pallipes
- Ardis sulcata
- Athalia ancilla
- Athalia bicolor
- Athalia circularis
- Athalia cordata
- Athalia cornubiae
- Athalia liberta
- Athalia lugens
- gnatarz rzepakowiec (Athalia rosae)
- Athalia scutellariae
- Birka cinereipes
- Blennocampa phyllocolpa
- Brachythops wuestneii
- Caliroa annulipes
- Caliroa cerasi
- Caliroa cinxia
- Caliroa tremulae
- Caliroa varipes
- Cladardis elongatula
- Claremontia alchemillae
- Claremontia alternipes
- Claremontia brevicornis
- Claremontia tenuicornis
- Claremontia uncta
- Claremontia waldheimii
- Cladius brullei
- jotek wierzbowiec (Cladius grandis)
- Cladius pallipes
- żebernica jeleniówka (Cladius pectinicornis)
- Cladius pilicornis
- Cladius rufipes
- Cladius ulmi
- Craesus alniastri
- Craesus brischkei
- Craesus latipes
- płast brzozowiec (Craesus septentrionalis)
- Dineura stilata
- Dineura testaceipes
- Dineura virididorsata
- Dolerus aeneus
- Dolerus anthracinus
- Dolerus anticus
- Dolerus bajulus
- Dolerus bimaculatus
- Dolerus cothurnatus
- Dolerus coracinus
- Dolerus eversmanni
- Dolerus ferrugatus
- Dolerus germanicus subsp. germanicus
- Dolerus gessneri
- Dolerus gilvipes
- Dolerus gonager
- Dolerus haematodes
- Dolerus harwoodi
- Dolerus liogaster subsp. liogaster
- Dolerus madidus
- Dolerus niger
- Dolerus nigratus
- Dolerus pachycerus
- Dolerus picipes
- Dolerus planatus
- Dolerus possilensis
- Dolerus pratensis
- Dolerus pratorum
- Dolerus puncticollis
- Dolerus sanguinicollis
- Dolerus stygius
- Dolerus triplicatus
- Dolerus varispinus
- Dolerus vestigialis
- Dolerus yukonensis
- Dulophanes morio
- Empria alector
- Empria candidata
- Empria excisa
- Empria fletcheri
- Empria gussakovskii spp. alpina
- Empria immersa
- Empria liturata
- Empria longicornis
- Empria pallimacula
- Empria parvula
- Empria pumila
- Empria sexpunctata
- Empria tridens
- śluzownica różana (Endelomyia aethiops)
- Endophytus anemones
- Eriocampa ovata
- Eutomostethus ephippium spp. ephippium
- Eutomostethus gagathinus
- Eutomostethus luteiventris
- Eutomostethus punctatus
- Euura amerinae
- Euura atra
- Euura mucronata
- Euura nigritarsis
- Euura testaceipes
- Euura venusta
- Fenella monilicornis
- Fenella nigrita
- Fenusa dohrnii
- Fenusa pumila
- Fenusa carpinifoliae
- Fenusa ulmi
- Fenusella glaucopis
- Fenusella hortulana
- Fenusella nana
- Halidamia affinis
- Harpiphorus lepidus
- Hemichroa australis
- Hemichroa crocea
- Heptamelus ochroleucus
- Heterarthrus aceris
- Heterarthrus microcephalus
- Heterarthrus nemoratus
- Heterarthrus ochropoda
- Heterarthrus vagans
- Heterarthrus wuestneii
- Hoplocampa alpina
- Hoplocampa ariae
- Hoplocampa brevis
- Hoplocampa chrysorrhoea
- Hoplocampa crataegi
- Hoplocampa flava
- Hoplocampa fulvicornis
- Hoplocampa pectoralis
- Hoplocampa testudinea
- Macrophya alboannulata
- brosznica bzowianka (Macrophya albicincta)
- Macrophya albipuncta
- Macrophya annulata
- Macrophya blanda
- Macrophya duodecimpunctata
- Macrophya montana
- Macrophya punctumalbum
- Macrophya ribis
- Macrophya rufipes
- Mesoneura opaca
- Metallus albipes
- Metallus lanceolatus
- Metallus pumilus
- Monophadnoides rubi
- Monophadnoides ruficruris
- Monophadnus pallescens
- Monostegia abdominalis
- Monsoma pulveratum
- Nematinus acuminatus
- Nematinus caledonicus
- Nematinus fuscipennis
- Nematinus luteus
- Nematinus steini
- Nematus bergmanni
- Nematus bipartitus
- Nematus brevivalvis
- Nematus cadderensis
- Nematus caeruleocarpus
- Nematus dorsatus
- Nematus fag
- Nematus fahraei
- Nematus ferrugineus
- Nematus flavescens
- Nematus frenalis
- Nematus fuscomaculatus
- Nematus hypoxanthus
- Nematus jugicola
- Nematus leionotus
- Brzęczak agrestowiec (Nematus leucotrochus)
- Nematus lucidus
- Nematus melanaspis
- Nematus melanocephalus
- Nematus miliaris
- Nematus monticola
- Nematus myosotidis
- Nematus nigricornis
- Nematus nubium
- Nematus olfaciens
- Nematus oligospilus
- Nematus pavidus
- Brzęczak zielony (Nematus poecilonotus)
- Nematus reticulatus
- Brzęczak porzeczkowy (Nematus ribesii)
- Brzęczak wierzbowiec (Nematus salicis)
- Nematus silvestris
- Nematus similator
- Nematus spiraeae
- Nematus stichi
- Nematus tibialis
- Nematus umbratus
- Nematus vicinus
- Nematus viridissimus
- Pachynematus albipennis
- Pachynematus annulatus
- Pachynematus calcicola
- Pachynematus clibrichellus
- Pachynematus clitellatus
- Pachynematus fallax
- Pachynematus glabriceps
- Pachynematus imperfectus
- Pachynematus lichtwardti
- Pachynematus moerens
- opaślica górska (Pachynematus montanus)
- Pachynematus obductus
- Pachynematus scutellatus
- Pachynematus smithae
- Pachynematus vagus
- Pachynematus virginalis
- Pachyprotasis antennata
- Pachyprotasis nigronotata
- Pachyprotasis rapae
- Pachyprotasis simulans
- Pachyprotasis variegata
- Paracharactus gracilicornis
- nimułka tarniówka (Pareophora pruni)
- Parna tenella
- Periclista albida
- dookółek dębowy (Periclista lineolata)
- Periclista pubescens
- Perineura rubi
- Phyllocolpa acutiserra
- Phyllocolpa anglica
- Phyllocolpa coriacea
- Phyllocolpa excavata
- Phyllocolpa leucapsis
- Phyllocolpa leucosticta
- Phyllocolpa oblita
- Phyllocolpa piliserra
- Phyllocolpa scotaspis
- owrzódka konwaliowa (Phymatocera aterrima)
- Platycampus luridiventris
- Pontania aestiva
- Pontania algida
- Pontania arbusculae
- Pontania arcticornis
- Pontania bella
- Pontania bridgmanii
- Pontania collactanea
- Pontania dolichura
- Pontania gallarum
- Pontania herbaceae
- Pontania lapponica
- Pontania myrsiniticola
- Pontania nigricantis
- Pontania pedunculi
- Pontania purpureae
- Pontania pustulator
- Pontania proxima
- Pontania samolad
- Pontania triandrae
- Pontania tuberculata
- Pontania vesicator
- Pontania viminalis
- Pristicampus arcticus
- Pristiphora abbreviata
- zawodnica świerkowa (Pristiphora abietina)
- Pristiphora alpestris
- Pristiphora amphibola
- Pristiphora albilabris
- Pristiphora aphantoneura
- Pristiphora appendiculata
- Pristiphora armata
- Pristiphora bifida
- Pristiphora biscalis
- Pristiphora borea
- Pristiphora breadalbanensis
- Pristiphora brevis
- Pristiphora carinata
- Pristiphora cincta
- Pristiphora coactula
- Pristiphora compressa
- Pristiphora compressicornis
- Pristiphora confusa
- Pristiphora coniceps
- piłecznica wierzbówka (Pristiphora conjugata)
- zawodnica Erichsona (Pristiphora erichsonii)
- Pristiphora funerula
- 'Pristiphora geniculata
- Pristiphora glauca
- Pristiphora groenblomi
- Pristiphora kamtchatica
- zawodnica modrzewiowa (Pristiphora laricis)
- Pristiphora lativentris
- Pristiphora maesta
- Pristiphora melanocarpa
- Pristiphora micronematica
- Pristiphora mollis
- Pristiphora monogyniae
- Pristiphora nigella
- Pristiphora pallidiventris
- Pristiphora pseudocoactula
- Pristiphora punctifrons
- Pristiphora retusa
- Pristiphora ruficornis
- Pristiphora rufipes
- Pristiphora saxesenii
- Pristiphora staudingeri
- Pristiphora subarctica
- Pristiphora subopaca
- Pristiphora testacea
- Pristiphora variipes
- zawodnica Wesmaela (Pristiphora wesmaeli)
- Profenusa pygmaea
- Profenusa thomsoni
- Pseudodineura enslini
- Pseudodineura fuscula
- Pseudohemitaxonus sharpi
- Rhadinoceraea micans
- Rhogogaster chambersi
- Szczerbatek zielony (Rhogogaster chlorosoma)
- Rhogogaster dryas
- Rhogogaster genistae
- Rhogogaster picta
- Rhogogaster punctulata
- Sciapteryx consobrina
- Sciapteryx costalis subsp. soror
- Scolioneura betuleti
- Scolioneura vicina
- Selandria melanosterna
- Selandria serva
- Stethomostus fuliginosus
- Stethomostus funereus
- Stromboceros delicatulus
- Strongylogaster filicis
- Strongylogaster multifasciata
- Strongylogaster xanthocera
- Taxonus agrorum
- Tenthredo amoena
- Tenthredo atra
- Tenthredo baetica subsp. dominiquei
- Tenthredo balteata
- Tenthredo brevicornis
- Tenthredo colon
- Tenthredo distinguenda
- Tenthredo fagi
- Tenthredo ferruginea
- Tenthredo livida
- Tenthredo maculata
- Tenthredo mandibularis
- Tenthredo mesomela
- Tenthredo mioceras
- Tenthredo moniliata
- Tenthredo neobesa
- Tenthredo notha
- Tenthredo obsoleta
- Tenthredo olivacea
- Tenthredo omissa
- Tenthredo schaefferi
- Tenthredo scrophulariae
- Tenthredo temula
- Tenthredo thompsoni
- Tenthredo velox
- Tenthredo vespa
- Tenthredo zona
- Tenthredopsis litterata
- Tenthredopsis nassata
- Tenthredopsis ornata
- Tenthredopsis scutellaris
- Tomostethus nigritus

### Buczowate(Xiphydriidae)
W Wlk. Brytanii stwierdzono m.in.:
- Xiphydria camelus
- Xiphydria longicollis
- Xiphydria prolongata

### Okrzeszowate(Xyelidae)
W Wlk. Brytanii stwierdzono m.in.:
- Xyela curva
- Xyela julii
- Xyela longula

## Trzonkówki:owadziarki(Apocrita:Terebrantia)

### Ceraphronidae
W Wlk. Brytanii stwierdzono m.in.:
- Aphanogmus abdominalis
- Aphanogmus compressus
- Aphanogmus fasciipennis
- Aphanogmus fumipennis
- Aphanogmus furcatus
- Aphanogmus myrmecobius
- Aphanogmus nanus
- Aphanogmus reticulatus
- Aphanogmus steinitzi
- Ceraphron flaviventris
- Ceraphron myrmecophilus
- Ceraphron myrmicarum
- Ceraphron nigraticeps
- Ceraphron nigrelliceps
- Ceraphron scoticus
- Synarsis planifrons

### Megaspilidae
W Wlk. Brytanii stwierdzono m.in.:

- Conostigmus abdominalis
- Conostigmus alutaceus
- Conostigmus atelopterus
- Conostigmus apteryx
- Conostigmus basalis
- Conostigmus britannicus
- Conostigmus brachypterus
- Conostigmus clavicornis
- Conostigmus curtipennis
- Conostigmus cylindricus
- Conostigmus fasciatipennis
- Conostigmus formiceti
- Conostigmus frontalis
- Conostigmus halteratus
- Conostigmus humilis
- Conostigmus inconstans
- Conostigmus innotatus
- Conostigmus lativentris
- Conostigmus levifrons
- Conostigmus linearis
- Conostigmus lucidus
- Conostigmus melanocephalus
- Conostigmus mullensis
- Conostigmus nigriventris
- Conostigmus niger
- Conostigmus planifrons
- Conostigmus rufescens
- Conostigmus ruficollis
- Conostigmus rutilus
- Conostigmus subclavicornis
- Conostigmus subfilicornis
- Conostigmus sulcaticeps
- Conostigmus tristriatus
- Conostigmus triangularis
- Dendrocerus aphidum
- Dendrocerus bifoveatus
- Dendrocerus carpenteri
- Dendrocerus floridanus
- Dendrocerus halidayi
- Dendrocerus ramicornis
- Dendrocerus rectangularis
- Lagynodes pallidus
- Megaspilus dux
- Trichosteresis glabra
- Trichosteresis nudipennis
- Dendrocerus serricornis
- Conostigmus versicolor
- Ceraphron testaceipes

### Oścowate(Aphelinidae)
W Wlk. Brytanii stwierdzono m.in.:

- Ablerus celsus
- Aphelinus abdominalis
- Aphelinus annulipes
- Aphelinus argiope
- Aphelinus asychis
- Aphelinus chaonia
- Aphelinus daucicola
- Aphelinus flaviventris
- Aphelinus flavus
- Aphelinus fulvus
- Aphelinus humilis
- osiec korówkowy (Aphelinus mali)
- Aphelinus subflavescens
- Aphytis aonidiae
- Aphytis diaspidis
- Aphytis mytilaspidis
- Aphytis proclia
- Aphelinus tetrataenion
- Aphelinus thomsoni
- Aphelinus varipes
- Centrodora amoena
- Centrodora livens
- Centrodora locustarum
- Coccobius testaceus
- Coccophagoides moeris
- Coccophagus argiope
- Coccophagus hemera
- Coccophagus insidiator
- Coccophagus lycimnia
- Coccophagus longifasciatus
- Coccophagus obscurus
- Coccophagus pulchellus
- Encarsia brittanica
- Encarsia citrina
- Encarsia formosa
- Encarsia inaron
- Encarsia lutea
- Encarsia tricolor
- Eretmocerus corni
- Eretmocerus mundus
- Marietta picta
- Pteroptrix bicolor
- Pteroptrix dimidiata
- Pteroptrix longiclava

### Bleskotkowate(Chalcididae)
W Wlk. Brytanii stwierdzono m.in.:
- Brachymeria minuta
- Chalcis biguttata
- Chalcis myrifex
- Chalcis sispes
- Conura xanthostigma
- Haltichella rufipes
- Neochalcis ferton
- Psilochalcis subarmata

### Suskowate(Encyrtidae)
W Wlk. Brytanii stwierdzono m.in.:

- Adelencyrtus aulacaspidis
- Ageniaspis atricollis
- Ageniaspis fuscicollis
- Ageniaspis testaceipes
- Aglyptus rufus
- Anagyrus belibus
- Anagyrus bohemanni
- Anagyrus bouceki
- Anagyrus novickyi
- Anagyrus punctulatus
- Anagyrus pseudococci
- Anagyrus securicornis
- Anagyrus schoenherri
- Anomalicornia tenuicornis
- Anusia nasicornis
- Aphycoides clavellatus
- Aphycoides cypris
- Aphycus hederaceus
- Aphycus apicalis
- Arrhenophagus chionaspidis
- Aschitus aeneiventris
- Aschitus annulatus
- Aschitus barbarus
- Aschitus carpathicus
- Aschitus jalysus
- Aschitus madyes
- Aschitus zarina
- Baeocharis pascuorum
- Blastothrix brittanica
- Blastothrix erythrostetha
- Blastothrix longipennis
- Blastothrix sericea
- Blastothrix truncatipennis
- Bothriothorax altensteinii
- Bothriothorax arceanus
- Bothriothorax aralius
- Bothriothorax clavicornis
- Bothriothorax intermedius
- Bothriothorax paradoxus
- Bothriothorax serratellus
- Bothriothorax trichops
- Ceballosia dusmeti
- Cerapterocerus mirabilis
- Cerchysiella centennalis
- Cerchysiella laeviscuta wątpliwy
- Cerchysiella planiscutellum
- Cerchysius subplanus
- Cercobelus jugaeus
- Charitopus fulviventris
- Cheiloneurus argentifer
- Cheiloneurus claviger
- Cheiloneurus elegans
- Cheiloneurus glaphyra
- Cheiloneurus paralia
- Cheiloneurus submuticus
- Choreia inepta
- Coccidoxenoides perminutus
- Coelopencyrtus arenarius
- Coelopencyrtus callidii
- Copidosoma aithyia
- Copidosoma anceus
- Copidosoma agrotis
- Copidosoma albipes
- Copidosoma ancharus
- Copidosoma aretas
- Copidosoma atheas
- Copidosoma babas
- Copidosoma bohemicum
- Copidosoma boucheanum
- Copidosoma cervius
- Copidosoma chalconotum
- Copidosoma cuproviridis
- Copidosoma dius
- Copidosoma filicorne
- Copidosoma flagellare
- Copidosoma flavomaculatum
- Copidosoma floridanum
- Copidosoma fuscisquama
- Copidosoma genale
- Copidosoma geniculatum
- Copidosoma hydramon
- Copidosoma iracundum
- Copidosoma machaeras
- Copidosoma peticus
- Copidosoma phalaenarum
- Copidosoma serricorne
- Copidosoma sosares
- Copidosoma subalbicorne
- Copidosoma thebe
- Copidosoma triangulare
- Copidosoma truncatellum
- Copidosoma varicorne
- Dinocarsis hemiptera
- Discodes aeneus
- Discodes anthores
- Discodes encopiformis
- Discodes iophon
- Dusmetia ceballosi
- Dusmetia pulex
- Echthroplexiella obscura
- Echthroplexiella tertia
- Echthroplexis puncticollis
- Ectroma fulvescens
- Ectroma reinhardi
- Encyrtus albitarsis
- Encyrtus antistius
- Encyrtus chaerilus
- Encyrtus infelix
- Encyrtus infidus
- Encyrtus metharma
- Encyrtus meon
- Encyrtus pyttalus
- Encyrtus proculus
- Encyrtus philiscus
- Encyrtus swederi
- Encyrtus teuteus
- Epitetracnemus intersectus
- Ericydnus baleus
- Ericydnus sipylus
- Ericydnus strigosus
- Ericydnus ventralis
- Eusemion cornigerum
- Ginsiana carpetana
- Ginsiana praepannonica
- Gyranusoidea aphycoides
- Encyrtus tylissos
- Habrolepis dalmanni
- Helegonatopus citripes
- Helegonatopus dimorphus
- Heterococcidoxenus schlechtendali
- Homalotyloidea dahlbomi
- Homalotyloidea erginus
- Homalotyloidea nowickyi
- Homalotylus flaminius
- Isodromus flaviceps
- Isodromus vinulus
- Ixodiphagus hookeri
- Lakshaphagus laevis
- Lamennaisia ambigua
- Leiocyrtus clavatus
- Leptomastidea abnormis
- Leptomastidea bifasciata
- Leptomastix dactylopii
- Leptomastix epona
- Mahencyrtus comara
- Mayrencyrtus imandes
- Mayridia alcmon
- Mayridia myrlea
- Mayridia procera
- Metaphycus alami
- Metaphycus annasor
- Metaphycus artinix
- Metaphycus asterolecanii
- Metaphycus ater
- Metaphycus bulgariensis
- Metaphycus chermis
- Metaphycus dispar
- Metaphycus ecares
- Metaphycus flavovarius
- Metaphycus hanstediensis
- Metaphycus helvolus
- Metaphycus insidiosus
- Metaphycus melanostomatus
- Metaphycus nadius
- Metaphycus pappus
- Metaphycus petitus
- Metaphycus piceus
- Metaphycus punctipes
- Metaphycus stagnarum
- Metaphycus zebratus
- Microterys anomalus
- Microterys apicipennis
- Microterys chalcostomus
- Microterys ferrugineus
- Microterys interpunctus
- Microterys lunatus
- Microterys masii
- Microterys polylaus
- Microterys seyon
- Microterys sylvius
- Microterys tanais
- Microterys tessellatus
- Mira mucora
- Negeniaspidius nobilis
- Ooencyrtus brunneipes
- Parablastothrix vespertina
- Parablatticida brevicornis
- Parechthrodryinus paralourgos
- Prionomastix morio
- Prionomitus mitratus
- Prionomitus tiliaris
- Prochiloneurus bolivari
- Protyndarichoides aligarhensis
- Pseudencyrtus idmon
- Pseudencyrtus misellus
- Pseudencyrtus salicisstrobilis
- Pseudococcobius obenbergeri
- Pseudorhopus testaceus
- Psyllaephagus lusitanicus
- Psyllaephagus pilosus
- Rhopus acaetes
- Rhopus caris
- Rhopus piso
- Rhopus semiapterus
- Rhopus sulphureus
- Sectiliclava cleone
- Stemmatosteres bohemicus
- Subprionomitus festucae
- Syrphophagus aeruginosus
- Syrphophagus aphidivorus
- Syrphophagus ariantes
- Syrphophagus fuscipes
- Syrphophagus herbidus
- Syrphophagus mamitus
- Syrphophagus pertiades
- Syrphophagus philotis
- Syrphophagus qadrii
- Syrphophagus quercicola
- Syrphophagus sosius
- Syrphophagus taeniatus
- Tetracnemus diversicornis
- Thomsonisca amathus
- Trechnites alni
- Trechnites fuscitarsis
- Trechnites psyllae
- Trichomasthus cyaneus
- Trichomasthus cyanifrons
- Trichomasthus danzigae
- Trichomasthus frontalis
- Trichomasthus gabinius
- Trichomasthus genutius
- Trichomasthus marsus
- Trichomasthus mattinus
- Tyndarichus melanacis
- Tyndarichus scaurus
- Zaomma lambinus

### Ścieskowate(Eucharitidae)
W Wlk. Brytanii stwierdzono m.in.:
- Eucharis adscendens

### Wiechońkowate(Eulophidae)
W Wlk. Brytanii stwierdzono m.in.:

- Aceratoneuromyia claridgei
- Aceratoneuromyia granularis
- Aceratoneuromyia indica
- Achrysocharoides acerianus
- Achrysocharoides atys
- Achrysocharoides budensis
- Achrysocharoides butus
- Achrysocharoides carpini
- Achrysocharoides cilla
- Achrysocharoides insignitellae
- Achrysocharoides latreillii
- Achrysocharoides niveipes
- Achrysocharoides splendens
- Achrysocharoides suprafolius
- Achrysocharoides zwoelferi
- Anaprostocetus acuminatus
- Aprostocetus aethiops
- Aprostocetus agrus
- Aprostocetus amenon
- Aprostocetus alveatus
- Aprostocetus annulatus
- Aprostocetus anodaphus
- Aprostocetus apama
- Aprostocetus aquilus
- Aprostocetus arathis
- Aprostocetus arenarius
- Aprostocetus aristaeus
- Aprostocetus arrabonicus
- Aprostocetus artemisicola
- Aprostocetus artemisiae
- Aprostocetus aurantiacus
- Aprostocetus beroe
- Aprostocetus boreus
- Aprostocetus brachycerus
- Aprostocetus bruzzonis
- Aprostocetus calamarius
- Aprostocetus caudatus
- Aprostocetus catius
- Aprostocetus celtidis
- Aprostocetus citrinus
- Aprostocetus ciliatus
- Aprostocetus clavicornis
- Aprostocetus coccidiphagus
- Aprostocetus collega
- Aprostocetus constrictus
- Aprostocetus crino
- Aprostocetus cultratus
- Aprostocetus cyniphidum
- Aprostocetus diversus
- Aprostocetus distichus
- Aprostocetus dotus
- Aprostocetus eleuchia
- Aprostocetus elongatus
- Aprostocetus emesa
- Aprostocetus eratus
- Aprostocetus eriophyes
- Aprostocetus esherensis
- Aprostocetus euagoras
- Aprostocetus eupolis
- Aprostocetus eurytomae
- Aprostocetus eurytus
- Aprostocetus fabicola
- Aprostocetus femoralis
- Aprostocetus flavovarius
- Aprostocetus fulvipes
- Aprostocetus gaus
- Aprostocetus gratus
- Aprostocetus humilis
- Aprostocetus incrassatus
- Aprostocetus ione
- Aprostocetus lacaena
- Aprostocetus lacunatus
- Aprostocetus leucone
- Aprostocetus ligus
- Aprostocetus longicauda
- Aprostocetus lycidas
- Aprostocetus luteus
- Aprostocetus lysippe
- Aprostocetus mandanis
- Aprostocetus mazaeus
- Aprostocetus menius
- Aprostocetus meroe
- Aprostocetus metra
- Aprostocetus micantulus
- Aprostocetus nymphis
- Aprostocetus mycerinus
- Aprostocetus myrsus
- Aprostocetus novatus
- Aprostocetus obliquus
- Aprostocetus oreophilus
- Aprostocetus orithyia
- Aprostocetus oropus
- Aprostocetus pachyneuros
- Aprostocetus pallipes
- Aprostocetus palustris
- Aprostocetus paralus
- Aprostocetus pausiris
- Aprostocetus perone
- Aprostocetus phineus
- Aprostocetus phloeophthori
- Aprostocetus phragmiticola
- Aprostocetus plangon
- Aprostocetus planiusculus
- Aprostocetus prosymna
- Aprostocetus pygmaeus
- Aprostocetus ptarmicae
- Aprostocetus rhacius
- Aprostocetus rhipheus
- Aprostocetus rhode
- Aprostocetus roesellae
- Aprostocetus rufescens
- Aprostocetus rufiscapus
- Aprostocetus rufus
- Aprostocetus rumicis
- Aprostocetus scoticus
- Aprostocetus serratularum
- Aprostocetus stenus
- Aprostocetus stigmaticalis
- Aprostocetus strobilanae
- Aprostocetus subanellatus
- Aprostocetus suevius
- Aprostocetus taxi
- Aprostocetus tenuiradialis
- Aprostocetus terebrans
- Aprostocetus tompanus
- Aprostocetus tilicola
- Aprostocetus totis
- Aprostocetus trjapitzini
- Aprostocetus tymber
- Aprostocetus vaccus
- Aprostocetus veronicae
- Aprostocetus verticalis
- Aprostocetus verutus
- Aprostocetus voranus
- Aprostocetus xeuxes
- Aprostocetus zoilus
- Aprostocetus zosimus
- Asecodes congruens
- Asecodes delucchii
- Asecodes erxias
- Asecodes hyperion
- Asecodes lagus
- Asecodes lucens
- Asecodes turcicus
- Astichus arithmeticus
- Astichus solutus
- Aulogymnus arsames
- Aulogymnus euedoreschus
- Aulogymnus gallarum
- Aulogymnus skianeuros
- Aulogymnus trilineatus
- Baryscapus adalia
- Baryscapus agrilorum
- Baryscapus cirsiicola
- Baryscapus conwentziae
- Baryscapus daira
- Baryscapus diaphantus
- Baryscapus endemus
- Baryscapus evonymellae
- Baryscapus galactopus
- Baryscapus gradwelli
- Baryscapus fossarum
- Baryscapus hylesini
- Baryscapus nigroviolaceus
- Baryscapus pallidae
- Baryscapus pospelovi
- Baryscapus pilicornis
- Baryscapus spartifoliellae
- Baryscapus spenceri
- Baryscapus szocsi
- Baryscapus tineivorus
- Baryscapus turionum
- Ceranisus lepidotus
- Ceranisus menes
- Ceranisus pacuvius
- Ceranisus planitianus
- Ceranisus russelli
- Chrysocharis acoris
- Chrysocharis acutigaster
- Chrysocharis albicoxis
- Chrysocharis amanus
- Chrysocharis amasis
- Chrysocharis amyite
- Chrysocharis argyropezae
- Chrysocharis assis
- Chrysocharis chlorus
- Chrysocharis collaris
- Chrysocharis crassiscapus
- Chrysocharis elongata
- Chrysocharis entedonoides
- Chrysocharis eurynota
- Chrysocharis gemma
- Chrysocharis idyia
- Chrysocharis illustris
- Chrysocharis laomedon
- Chrysocharis laricinellae
- Chrysocharis liriomyzae
- Chrysocharis mediana
- Chrysocharis moravica
- Chrysocharis nautius
- Chrysocharis nephereus
- Chrysocharis nigricrus
- Chrysocharis nitetis
- Chrysocharis nitidifrons
- Chrysocharis orbicularis
- Chrysocharis pallipes
- Chrysocharis pentheus
- Chrysocharis phryne
- Chrysocharis pilicoxa
- Chrysocharis polyzo
- Chrysocharis prodice
- Chrysocharis pubens
- Chrysocharis pubicornis
- Chrysocharis purpurea
- Chrysocharis truncatula
- Chrysocharis viridis
- Cirrospilus curvineurus
- Cirrospilus argei
- Cirrospilus diallus
- Cirrospilus elegantissimus
- Cirrospilus elongatus
- Cirrospilus lyncus
- Cirrospilus phorbas
- Cirrospilus pictus
- Cirrospilus pinicolus
- Cirrospilus salatis
- Cirrospilus singa
- Cirrospilus viticola
- Cirrospilus vittatus
- Closterocerus germanicus
- Closterocerus lanassa
- Closterocerus smaragdulus
- Closterocerus transsylvanicus
- Closterocerus trifasciatus
- Colpoclypeus florus
- Crataepus marbis
- Dahlbominus fuscipennis
- Derostenus gemmeus
- Derostenus punctiscuta
- Dicladocerus breviramulus
- Dicladocerus euryalus
- Dicladocerus westwoodii
- Diglyphus chabrias
- Diglyphus crassinervis
- Diglyphus isaea
- Diglyphus minoeus
- Diglyphus pachyneurus
- Diglyphus poppoea
- Diglyphus pusztensis
- Dimmockia brevicornis
- Elachertus anthophilae
- Elachertus bisurmanus
- Elachertus charondas
- Elachertus erse
- Elachertus fenestratus
- Elachertus gallicus
- Elachertus inunctus
- Elachertus isadas
- Elachertus lateralis
- Elachertus pilosiscuta
- Elachertus suada
- Elasmus anius
- Elasmus flabellatus
- Elasmus nudus
- Entedon abdera
- Entedon amadocus
- Entedon armigerae
- Entedon axia
- Entedon calcicola
- Entedon charino
- Entedon cioni
- Entedon cionobius
- Entedon diotimus
- Entedon ergias
- Entedon fufius
- Entedon glabrio
- Entedon gracilior
- Entedon hercyna
- Entedon incultus
- Entedon isander
- Entedon lixi
- Entedon longus
- Entedon marci
- Entedon mecini
- Entedon mera
- Entedon metatarsalis
- Entedon methion
- Entedon ocyalus
- Entedon pallicrus
- Entedon parvicalcar
- Entedon pharnus
- Entedon philiscus
- Entedon procioni
- Entedon punctiscapus
- Entedon rumicis
- Entedon setifrons
- Entedon sparetus
- Entedon stennos
- Entedon thonis
- Entedon tibialis
- Entedon ulicis
- Entedon ulmi
- Entedon zanara
- Euderomphale cerris
- Euderomphale chelidonii
- Euderus albitarsis
- Euderus viridis
- Eulophus abdominalis
- Eulophus aepulo
- Eulophus agathyllus
- Eulophus boeotus
- Eulophus carbo
- Eulophus callidius
- Eulophus eucritus
- Eulophus iapetus
- Eulophus kirbii
- Eulophus larvarum
- Eulophus orsinus
- Eulophus pennicornis
- Eulophus pythodorus
- Eulophus ramicornis
- Eulophus rhamnius
- Eulophus sancus
- Eulophus smerinthicida
- Eulophus thespius
- Eulophus trachalus
- Eulophus tyrrhenus
- Eulophus veturius
- Euplectrus bicolor
- Euplectrus platyhypenae
- Grahamia clinius
- Hemiptarsenus fulvicollis
- Hemiptarsenus ornatus
- Hemiptarsenus unguicellus
- Hemiptarsenus waterhousii
- Holcopelte obscura
- Holcopelte sulciscuta
- Holcotetrastichus rhosaces
- Hyssopus geniculatus
- Hyssopus nigritulus
- Hyssopus olivaceus
- Ionympha carne
- Ionympha ochus
- Kocourekia debilis
- Melittobia acasta
- Mestocharis bimacularis
- Microlycus erdoesi
- Microlycus harcalo
- Microlycus heterocerus
- Minotetrastichus frontalis
- Minotetrastichus loxotoma
- Minotetrastichus platanellus
- Miotropis unipuncta
- Necremnus artynes
- Necremnus cosconius
- Necremnus capitatus
- Necremnus croton
- Necremnus flagellaris
- Necremnus folia
- Necremnus leucarthros
- Necremnus metalarus
- Necremnus tidius
- Neochrysocharis aratus
- Neochrysocharis arvensis
- Neochrysocharis chlorogaster
- Neochrysocharis clinias
- Neochrysocharis cuprifrons
- Neochrysocharis dimas
- Neochrysocharis formosa
- Neochrysocharis longiventris
- Neochrysocharis trifolii
- Neotrichoporoides gordensis
- Omphale acamas
- Omphale admirabilis
- Omphale aethiops
- Omphale aetius
- Omphale betulicola
- Omphale brevis
- Omphale chryseis
- Omphale clymene
- Omphale clypealis
- Omphale coilus
- Omphale connectens
- Omphale epaphus
- Omphale erginnus
- Omphale isander
- Omphale lugens
- Omphale marica
- Omphale microstoma
- Omphale nitens
- Omphale phaola
- Omphale phruron
- Omphale radialis
- Omphale rhesus
- Omphale rubigus
- Omphale salicis
- Omphale teresis
- Omphale telephe
- Omphale theana
- Omphale varipes
- Omphale versicolor
- Oomyzus anomalus
- Oomyzus galerucivorus
- Oomyzus incertus
- Oomyzus scaposus
- Oomyzus tanaceti
- Parasecodella obscura
- Peckelachertus anglicus
- Pediobius alaspharus
- Pediobius alcaeus
- Pediobius brachycerus
- Pediobius calamagrostidis
- Pediobius cassidae
- Pediobius claridgei
- Pediobius claviger
- Pediobius clita
- Pediobius crassicornis
- Pediobius dactylicola
- Pediobius deschampsiae
- Pediobius epeus
- Pediobius epigonus
- Pediobius eubius
- Pediobius facialis
- Pediobius festucae
- Pediobius foliorum
- Pediobius lysis
- Pediobius metallicus
- Pediobius nigritarsis
- Pediobius obscurus
- Pediobius phalaridis
- Pediobius phyllotretae
- Pediobius planiventris
- Pediobius saulius
- Pediobius termerus
- Pediobius tetratomus
- Platyplectrus laeviscuta
- Pnigalio agraules
- Pnigalio attis
- Pnigalio cruciatus
- Pnigalio epilobii
- Pnigalio hirtulus
- Pnigalio longulus
- Pnigalio nemati
- Pnigalio pectinicornis
- Pnigalio phragmitis
- Pnigalio pristiphorae
- Pnigalio soemius
- Pnigalio ternatus
- Pronotalia trypetae
- Quadrastichus anysis
- Quadrastichus artemisiphilus
- Quadrastichus brevinervis
- Quadrastichus centor
- Quadrastichus citrinus
- Quadrastichus fungicola
- Quadrastichus malhamensis
- Quadrastichus lasiocerus
- Quadrastichus pedicellaris
- Quadrastichus praecox
- Quadrastichus perissiae
- Quadrastichus sajoi
- Quadrastichus stenocranus
- Quadrastichus thysanotus
- Quadrastichus vacuna
- Quadrastichus ventricosus
- Quadrastichus xanthosoma
- Ratzeburgiola cristatus
- Sigmophora brevicornis
- Stenomesius rufescens
- Sympiesis acalle
- Sympiesis dolichogaster
- Sympiesis gordius
- Sympiesis grahami
- Sympiesis gregori
- Sympiesis notata
- Sympiesis sericeicornis
- Sympiesis viridula
- Sympiesis xanthostoma
- Tamarixia actis
- Tamarixia leptothrix
- Tamarixia monesus
- Tamarixia pronomus
- Tamarixia pubescens
- Tamarixia tremblayi
- Tamarixia upis
- Tetrastichus acutiusculus
- Tetrastichus atratulus
- Tetrastichus axia
- Tetrastichus brevicalcar
- Tetrastichus clito
- Tetrastichus coelarchus
- Tetrastichus coeruleus
- Tetrastichus dasyops
- Tetrastichus decrescens
- Tetrastichus halidayi
- Tetrastichus helviscapus
- Tetrastichus hylotomarum
- Tetrastichus ilithyia
- Tetrastichus inaequalis
- Tetrastichus inunctus
- Tetrastichus julis
- Tetrastichus legionarius
- Tetrastichus leocrates
- Tetrastichus macrops
- Tetrastichus miser
- Tetrastichus murcia
- Tetrastichus pachycerus
- Tetrastichus paululus
- Tetrastichus pilemostoma
- Tetrastichus sinope
- Tetrastichus tachos
- Tetrastichus telon
- Tetrastichus temporalis
- Tetrastichus tyrtaeus
- Tetrastichus ulmi
- Xanthellum transsylvanicum

### Eupelmidae
W Wlk. Brytanii stwierdzono m.in.:
- Anastatus ruficaudus
- Calosota acron
- Calosota aestivalis
- Calosota vernalis
- Eupelmus annulatus
- Eupelmus atropurpureus
- Eupelmus hartigi
- Eupelmus karschii
- Eupelmus memnonius
- Eupelmus pini
- Eupelmus pullus
- Eupelmus puparum
- Eupelmus urozonus
- Eupelmus vesicularis
- Eusandalum walkeri
- Merostenus excavatus

### Zagładkowate(Eurytomidae)
W Wlk. Brytanii stwierdzono m.in.:

- Bruchophagus gibbus
- Bruchophagus intermedius
- Bruchophagus maurus
- Bruchophagus platypterus
- Eurytoma aciculata
- Eurytoma aethiops
- Eurytoma afra
- Eurytoma annulipes
- Eurytoma apicalis
- Eurytoma appendigaster
- Eurytoma arctica
- Eurytoma aspila
- Eurytoma aterrima
- Eurytoma atra
- Eurytoma brunniventris
- Eurytoma castor
- Eurytoma centaureae
- Eurytoma collaris
- Eurytoma compressa
- Eurytoma crassinervis
- Eurytoma curculionum
- Eurytoma curta
- Eurytoma cynipsea
- Eurytoma danuvica
- Eurytoma dentata
- Eurytoma exempta
- Eurytoma flavicornis
- Eurytoma flavimana
- Eurytoma fumipennis
- Eurytoma gracilis
- Eurytoma hypochoeridis
- Eurytoma insignis
- Eurytoma longipennis
- Eurytoma mayri
- Eurytoma morio
- Eurytoma nodularis
- Eurytoma paraliae
- Eurytoma phalaridis
- Eurytoma pistaciae
- Eurytoma plana
- Eurytoma pollux
- Eurytoma robusta
- Eurytoma rosae
- Eurytoma roseni
- Eurytoma rufipes
- Eurytoma salicis
- Eurytoma serratulae
- Eurytoma strigifrons
- Eurytoma tapio
- Eurytoma tumida
- Eurytoma verticillata
- Sycophila biguttata
- Sycophila concinna
- Sycophila flavicollis
- Sycophila mellea
- Sycophila stagnalis
- Sycophila submutica
- Sycophila variegata
- Systole albipennis
- Systole tuonela
- Tetramesa aciculata
- Tetramesa aequalis
- Tetramesa airae
- Tetramesa albomaculatum
- Tetramesa angustatum
- Tetramesa angustipenne
- Tetramesa brevicollis
- Tetramesa brevicornis
- Tetramesa brevipennis
- Tetramesa brevis
- Tetramesa calamagrostidis
- Tetramesa cornuta
- Tetramesa crassicornis
- Tetramesa eximia
- Tetramesa fulvicollis
- Tetramesa fumipennis
- Tetramesa hordei
- Tetramesa hyalipennis
- Tetramesa inaequalis
- Tetramesa juncea
- Tetramesa laothoe
- Tetramesa linearis
- Tetramesa longicornis
- Tetramesa longula
- Tetramesa maderae
- Tetramesa maculata
- Tetramesa maritima
- Tetramesa minor
- Tetramesa nepe
- Tetramesa petiolata
- Tetramesa paluda
- Tetramesa phleicola
- Tetramesa pusilla
- Tetramesa robusta
- Tetramesa secale
- Tetramesa subfumata
- Tetramesa szelenyii
- Tetramesa tenuicornis
- Tetramesa vacillans

### Rzęślikowate(Mymaridae)
W Wlk. Brytanii stwierdzono m.in.:

- Alaptus antennatus
- Alaptus extremus
- Alaptus fusculus
- Alaptus magnus
- Alaptus minimus
- Alaptus pallidornis
- Alaptus richardsi
- Anagrus atomus
- Anagrus avalae
- Anagrus breviphragma
- Anagrus ensifer
- Anagrus incarnatus
- Anagrus similis
- Anagrus subfuscus
- Anagrus ustulatus
- Anaphes aries
- Anaphes auripes
- Anaphes collinus
- Anaphes crassicornis
- Anaphes crassicornis
- Anaphes diana
- Anaphes dorcas
- Anaphes fuscipennis
- Anaphes latipennis
- Anaphes leptoceras
- Anaphes longicornis
- Anaphes punctus
- Anaphes regulus
- Arescon dimidiata
- Arescon flaviventris
- Arescon iridescens
- Camptoptera elongatula
- Camptoptera papaveris
- Camptoptera saintpierrei
- Camptoptera tarsalis
- Caraphractus cinctus
- Cleruchus bakkendorfi
- Cleruchus pluteus
- Dicopus cervus
- Dicopus minutissimus
- Erythmelus agilis
- Erythmelus flavovarius
- Erythmelus goochi
- Erythmelus panis
- Eustochus atripennis
- Gonatocerus acuminatus
- Gonatocerus ater
- Gonatocerus chrysis
- Gonatocerus flavocinctus
- Gonatocerus fuscicornis
- Gonatocerus litoralis
- Gonatocerus longicornis
- Gonatocerus longior
- Gonatocerus minor
- Gonatocerus novickyi
- Gonatocerus pictus
- Litus cynipseus
- Mymar pulchellum
- Mymar regale
- Ooctonus hemipterus
- Ooctonus insignis
- Ooctonus notatus
- Ooctonus vulgatus
- Gonatocerus rogersi
- Gonatocerus sulphuripes
- Gonatocerus tremulae
- Gonatocerus thyrides
- Polynema albitarse
- Polynema atratum
- Polynema bakkendorfi
- Polynema brittanum
- Polynema fuscipes
- Polynema fumipenne
- Polynema gracile
- Polynema microptera
- Polynema ovulorum
- Polynema reticulatum
- Polynema richmondense
- Polynema euchariforme
- Polynema flavipes
- Polynema longicauda
- Polynema permagnum
- Polynema pusillum
- Polynema ruficolle
- Polynema valkenburgense
- Polynema vitripenne
- Polynema waterhousei
- Polynema woodi
- Stephanodes similis
- Stethynium triclavatum

### Ormyridae
W Wlk. Brytanii stwierdzono m.in.:
- Ormyrus gratiosus
- Ormyrus nitidulus
- Ormyrus papaveris
- Ormyrus pomaceus

### Piersianowate(Perilampidae)
W Wlk. Brytanii stwierdzono m.in.:
- Chrysolampus rufitarsis
- Chrysolampus thenae
- Perilampus aeneus
- Perilampus aureoviridis
- Perilampus cyaneus
- Perilampus laevifrons
- Perilampus micans
- Perilampus polypori
- Perilampus ruficornis
- Perilampus tristis

### Siercinkowate(Pteromalidae)
W Wlk. Brytanii stwierdzono m.in.:

- Ablaxia anaxenor
- Ablaxia megachlora
- Ablaxia parviclava
- Ablaxia squamifera
- Ablaxia temporalis
- Acrocormus semifasciatus
- Aggelma spiracularis
- Anisopteromalus calandrae
- Anogmoides fumipennis
- Anogmus strobilorum
- Anogmus vala
- Apelioma pteromalinum
- Apelioma restrictum
- Apsilocera bramleyi
- Ardilea convexa
- Arthrolytus discoideus
- Arthrolytus ocellus
- Arthrolytus maculipennis
- Asaphes aphidii
- Asaphes suspensus
- Asaphes vulgaris
- Atrichomalus trianellatus
- Atrichomalus trianellatus
- Bugacia arenaria
- Bugacia classeyi
- Bugacia submontana
- Caenacis inflexa
- Caenacis lauta
- Callimerismus fronto
- Callimerismus suecicus
- Calliprymna bisetosa
- Callitula bicolor
- Callitula ferrierei
- Callitula pyrrhogaster
- Capellia cecidomyiae
- Capellia orneus
- Catolaccus ater
- Cea pulicaris
- Cecidostiba docimus
- Cecidostiba fungosa
- Cecidostiba geganius
- Cecidostiba semifascia
- Cerocephala cornigera
- Cerocephala rufa
- Cheiropachus quadrum
- Chlorocytus agropyri
- Chlorocytus alticornis
- Chlorocytus breviscapus
- Chlorocytus deschampsiae
- Chlorocytus diversus
- Chlorocytus formosus
- Chlorocytus harmolitae
- Chlorocytus inchoatus
- Chlorocytus longicauda
- Chlorocytus longiscapus
- Chlorocytus phalaridis
- Chlorocytus pilosus
- Chlorocytus planus
- Chlorocytus polichna
- Chlorocytus spicatus
- Chlorocytus terminalis
- Chlorocytus ultonicus
- Cleonymus laticornis
- Cleonymus obscurus
- Coelopisthia areolata
- Coelopisthia caledonica
- Coelopisthia extenta
- Coelopisthia pachycera
- Colotrechnus subcoeruleus
- Conomorium amplum
- Conomorium patulum
- Coruna clavata
- Cratomus megacephalus
- Cryptoprymna atra
- Cryptoprymna paludicola
- Cyclogastrella clypealis
- Cyclogastrella flavius
- Cyclogastrella simplex
- Cyrtogaster britteni
- Cyrtogaster clavicornis
- Cyrtogaster poesos
- Cyrtogaster vulgaris
- Dibrachoides cionobius
- Dibrachoides dynastes
- Dibrachys affinis
- Dibrachys fuscicornis
- Dibrachys lignicola
- Dibrachys microgastri
- Dibrachys verovesparum
- Diglochis sylvicola
- Dimachus cingulum
- Dinarmus acutus
- Dinotiscus aponius
- Dinotiscus colon
- Dinotiscus eupterus
- Dinotoides tenebricus
- Dipara petiolata
- Dirhicnus ramealis
- Ecrizotes filicornis
- Ecrizotes longicornis
- Ecrizotes monticola
- Endomychobius endomychi
- Epicopterus choreiformis
- Erdoesia tessellata
- Erythromalus faustina
- Erythromalus nubilipennis
- Erythromalus rufiventris
- Eulonchetron torymoides
- Eumacepolus obscurior
- Eumacepolus pulcher
- Euneura sopolis
- Eunotus cretaceus
- Eunotus nigriclavis
- Eunotus parvulus
- Gastracanthus pulcherrimus
- Gastrancistrus acontes
- Gastrancistrus aequus
- Gastrancistrus affinis
- Gastrancistrus alectus
- Gastrancistrus amaboeus
- Gastrancistrus atropurpureus
- Gastrancistrus autumnalis
- Gastrancistrus clavatus
- Gastrancistrus clavellatus
- Gastrancistrus coactus
- Gastrancistrus compressus
- Gastrancistrus coniferae
- Gastrancistrus consors
- Gastrancistrus crassus
- Gastrancistrus cupreus
- Gastrancistrus dispar
- Gastrancistrus flavicornis
- Gastrancistrus fulvicornis
- Gastrancistrus fulvicoxis
- Gastrancistrus fumipennis
- Gastrancistrus fuscicornis
- Gastrancistrus glabellus
- Gastrancistrus hamillus
- Gastrancistrus hemigaster
- Gastrancistrus hirtulus
- Gastrancistrus indivisus
- Gastrancistrus laticeps
- Gastrancistrus laticornis
- Gastrancistrus latifrons
- Gastrancistrus lativentris
- Gastrancistrus longigena
- Gastrancistrus obscurellus
- Gastrancistrus oporinus
- Gastrancistrus picipes
- Gastrancistrus piricola
- Gastrancistrus praecox
- Gastrancistrus puncticollis
- Gastrancistrus pusztensis
- Gastrancistrus salicis
- Gastrancistrus tenebricosus
- Gastrancistrus tenuicornis
- Gastrancistrus torymiformis
- Gastrancistrus triandrae
- Gastrancistrus unicolor
- Gastrancistrus vagans
- Gastrancistrus venustus
- Gastrancistrus vernalis
- Gastrancistrus viridis
- Gastrancistrus vulgaris
- Gbelcia crassiceps
- Glyphognathus convexus
- Glyphognathus flammeus
- Glyphognathus laevigatus
- Glyphognathus laevis
- Gyrinophagus aper
- Habritys brevicornis
- Halticoptera aenea
- Halticoptera aletes
- Halticoptera aureola
- Halticoptera circulus
- Halticoptera collaris
- Halticoptera crius
- Halticoptera dimidiata
- Halticoptera elongatula
- Halticoptera flavicornis
- Halticoptera hippeus
- Halticoptera laevigata
- Halticoptera letitiae
- Halticoptera patellana
- Halticoptera polita
- Halticoptera poreia
- Halticoptera smaragdina
- Halticoptera violacea
- Halticopterina triannulata
- Hemitrichus seniculus
- Heteroprymna longicornis
- Hobbya stenonota
- Holcaeus alcman
- Holcaeus amnisos
- Holcaeus cabades
- Holcaeus calligetus
- Holcaeus compressus
- Holcaeus ection
- Holcaeus gorgasus
- Holcaeus gracilis
- Holcaeus repandus
- Holcaeus stenogaster
- Holcaeus stylatus
- Holcaeus styrus
- Holcaeus varro
- Homoporus apharetus
- Homoporus arestor
- Homoporus destructor
- Homoporus febriculosus
- Homoporus fulviventris
- Homoporus gibbiscuta
- Homoporus luniger
- Homoporus nypsius
- Homoporus semiluteus
- Homoporus subniger
- Hyperimerus pusillus
- Isocyrtus laetus
- Janssoniella ambigua
- Janssoniella caudata
- Kaleva corynocera
- Lampoterma bianellatum
- Lampoterma viride
- Lamprotatus annularis
- Lamprotatus claviger
- Lamprotatus crassipes
- Lamprotatus brevicornis
- Lamprotatus novickyi
- Lamprotatus picinervis
- Lamprotatus pschorni
- Lamprotatus simillimus
- Lamprotatus socius
- Lamprotatus splendens
- Lamprotatus truncatus
- Lariophagus distinguendus
- Lariophagus rufipes
- Leptomeraporus nicaee
- Macroglenes bouceki
- Macroglenes chalybeus
- Macroglenes compressus
- Macroglenes conjungens
- Macroglenes eximius
- Macroglenes gramineus
- Macroglenes herbaceus
- Macroglenes microcerus
- Macroglenes paludum
- Macroglenes penetrans
- Macroglenes varicornis
- Macromesus amphiretus
- Melancistrus mucronatus
- Melancistrus specularis
- Meraporus graminicola
- Merismus lasthenes
- Merismus megapterus
- Merismus nitidus
- Merismus rufipes
- Merismus splendens
- Merismus tenuicornis
- Merisus splendidus
- Mesopolobus aequus
- Mesopolobus albitarsus
- Mesopolobus amaenus
- Mesopolobus anogmoides
- Mesopolobus aspilus
- Mesopolobus bidentis
- Mesopolobus citrinus
- Mesopolobus clavatus
- Mesopolobus clavicornis
- Mesopolobus comptus
- Mesopolobus diffinis
- Mesopolobus dubius
- Mesopolobus fasciiventris
- Mesopolobus fuscipes
- Mesopolobus graminum
- Mesopolobus incultus
- Mesopolobus juniperinus
- Mesopolobus laticornis
- Mesopolobus lebene
- Mesopolobus longicollis
- Mesopolobus mediterraneus
- Mesopolobus mesostenus
- Mesopolobus morys
- Mesopolobus nobilis
- Mesopolobus pinus
- Mesopolobus prasinus
- Mesopolobus phragmitis
- Mesopolobus pseudofuscipes
- Mesopolobus pseudolaticornis
- Mesopolobus rhabdophagae
- Mesopolobus semiclavatus
- Mesopolobus sericeus
- Mesopolobus spermotrophus
- Mesopolobus subfumatus
- Mesopolobus tarsatus
- Mesopolobus teliformis
- Mesopolobus terminalis
- Mesopolobus tibialis
- Mesopolobus tinearum
- Mesopolobus typographi
- Mesopolobus xanthocerus
- Metacolus azureus
- Metacolus unifasciatus
- Metastenus concinnus
- Micradelus acutus
- Miscogaster elegans
- Miscogaster hortensis
- Miscogaster maculata
- Miscogaster maculipes
- Miscogaster hortensis
- Miscogaster rufipes
- Mokrzeckia obscura
- Muscidifurax raptor
- Nasonia vitripennis
- Neodipara masneri
- Nephelomalus conspersus
- Nodisoplata diffinis
- Norbanus scabriculus
- Ormocerus latus
- Ormocerus vernalis
- Pachycrepoideus vindemmiae
- Pachyneuron aphidis
- Pachyneuron coccorum
- Pachyneuron formosum
- Pachyneuron groenlandicum
- Pachyneuron leucopiscida
- Pachyneuron muscarum
- Pachyneuron planiscuta
- Pandelus flavipes
- Pachyneuron vitodurense
- Panstenon agylla
- Panstenon agylla
- Pegopus inornatus
- Pegopus leptomerus
- Peridesmia congrua
- Peridesmia discus
- Peridesmia lentulus
- Perniphora robusta
- Phaenocytus glechomae
- Platneptis laeta
- Platygerrhus affinis
- Platygerrhus dolosus
- Platygerrhus ductilis
- Platygerrhus longigena
- Platygerrhus subglaber
- Platygerrhus tarrha
- Platygerrhus unicolor
- Plutothrix acuminata
- Plutothrix bicolorata
- Plutothrix nudicoxa
- Plutothrix coelius
- Plutothrix obtusiclava
- Plutothrix trifasciata
- Pseudocatolaccus nitescens
- Psilocera crassispina
- Psilocera obscura
- Psilonotus achaeus
- Psilonotus adamas
- Psilonotus hortensia
- Psychophagoides crassicornis
- Psychophagus omnivorus
- Pteromalus amyntor
- Pteromalus albipennis
- Pteromalus aeson
- Pteromalus altus
- Pteromalus apum
- Pteromalus aureolus
- Pteromalus bedeguaris
- Pteromalus berylli
- Pteromalus bienna
- Pteromalus bifoveolatus
- Pteromalus brachygaster
- Pteromalus capreae
- Pteromalus cardui
- Pteromalus caudiger
- Pteromalus chlorospilus
- Pteromalus chrysos
- Pteromalus cioni
- Pteromalus conformis
- Pteromalus decipiens
- Pteromalus dispar
- Pteromalus dolichurus
- Pteromalus elevatus
- Pteromalus epimelas
- Pteromalus fuscipennis
- Pteromalus hedymeles
- Pteromalus hieracii
- Pteromalus impeditus
- Pteromalus intermedius
- Pteromalus isarchus
- Pteromalus janssoni
- Pteromalus laricinellae
- Pteromalus larymna
- Pteromalus mediocris
- Pteromalus microps
- Pteromalus musaeus
- Pteromalus mutia
- Pteromalus myopitae
- Pteromalus ochrocerus
- Pteromalus ortalus
- Pteromalus parietinae
- Pteromalus patro
- Pteromalus papaveris
- Pteromalus platyphilus
- Pteromalus procerus
- Pteromalus puparum
- Pteromalus semotus
- Pteromalus sophax
- Pteromalus squamifer
- Pteromalus suia
- Pteromalus tereus
- Pteromalus tibiellus
- Pteromalus tiburtus
- Pteromalus tripolii
- Pteromalus varians
- Pteromalus vectensis
- Pteromalus vibulenus
- Rakosina deplanata
- Rhaphitelus ladenbergii
- Rhaphitelus maculatus
- Rhicnocoelia alebion
- Rhicnocoelia archidemus
- Rhicnocoelia brevivitta
- Rhicnocoelia constans
- Rhicnocoelia coretas
- Rhicnocoelia impar
- Rhicnocoelia labaris
- Rhicnocoelia orsippus
- Rhicnocoelia phalarsarna
- Rhicnocoelia vindalius
- Rhicnocoelia brevivitta
- Rhopalicus guttatus
- Rhopalicus quadratus
- Rhopalicus tutela
- Rohatina denticulata
- Rohatina inermis
- Roptrocerus brevicornis
- Roptrocerus mirus
- Roptrocerus xylophagorum
- Sceptrothelys deione
- Sceptrothelys grandiclava
- Sceptrothelys intermedia
- Sceptrothelys parviclava
- Schimitschekia populi
- Schizonotus latus
- Schizonotus sieboldi
- Seladerma aeneum
- Seladerma annulipes
- Seladerma antennatum
- Seladerma berani
- Seladerma bicolor
- Seladerma breve
- Seladerma caledonicum
- Seladerma convexum
- Seladerma diffine
- Seladerma dissimile
- Seladerma dryops
- Seladerma euroto
- Seladerma femoratum
- Seladerma geniculatum
- Seladerma gelanor
- Seladerma laetum
- Seladerma lucidum
- Seladerma parviclava
- Seladerma pycnos
- Seladerma sabbas
- Seladerma saurus
- Seladerma scoticum
- Seladerma simplex
- Seladerma tarsale
- Seladerma venilia
- Semiotellus diversus
- Semiotellus fumipennis
- Semiotellus laevicollis
- Semiotellus mundus
- Semiotellus quadratus
- Sphaeripalpus fuscipes
- Sphaeripalpus microstolus
- Sphaeripalpus viridis
- Spaniopus dissimilis
- Spaniopus peisonis
- Spaniopus polyspilus
- Spalangiopelta alata
- Spalangiopelta alboaculeata
- Spalangiopelta procera
- Spathopus nasalis
- Spalangia cameroni
- Spalangia crassicornis
- Spalangia erythromera
- Spalangia nigra
- Spalangia nigripes
- Spalangia nigroaenea
- Spalangia rugulosa
- Spalangia subpunctata
- Sphegigaster brevicornis
- Sphegigaster intersita
- Sphegigaster glabrata
- Sphegigaster nigricornis
- Sphegigaster obliqua
- Sphegigaster pallicornis
- Sphegigaster pedunculiventris
- Sphegigaster permagna
- Sphegigaster truncata
- Spilomalus quadrinota
- Spintherus dubius
- Stictomischus gibbus
- Stictomischus groschkei
- Stictomischus nitentis
- Stictomischus obscurus
- Stictomischus scaposus
- Stictomischus tumidus
- Staurothyreus cruciger
- Stenomalina communis
- Stenomalina chloris
- Stenomalina epistena
- Stenomalina dercyllus
- Stenomalina dives
- Stenomalina favorinus
- Stenomalina fervida
- Stenomalina fontanus
- Stenomalina gracilis
- Stenomalina illudens
- Stenomalina laticeps
- Stenomalina liparae
- Stenomalina micans
- Stenomalina oxygyne
- Stinoplus etearchus
- Stinoplus pervasus
- Synedrus transiens
- Syntomopus agromyzae
- Syntomopus incisus
- Syntomopus incurvus
- Syntomopus oviceps
- Syntomopus thoracicus
- Systasis angustula
- Systasis annulipes
- Systasis encyrtoides
- Systasis parvula
- Systasis tenuicornis
- Telepsogina adelognathi
- Termolampa pinicola
- Theocolax elegans
- Theocolax formiciformis
- Thinodytes cyzicus
- Tomicobia pityophthori
- Tomicobia promulus
- Toxeuma acilius
- Toxeuma discretum
- Toxeuma fuscicorne
- Toxeuma paludum
- Toxeuma subtruncatum
- Trichomalopsis acuminata
- Trichomalopsis albopilosus
- Trichomalopsis caricicola
- Trichomalopsis exigua
- Trichomalopsis fucicola
- Trichomalopsis hemiptera
- Trichomalopsis lasiocampae
- Trichomalopsis laticeps
- Trichomalopsis littoralis
- Trichomalopsis maura
- Trichomalopsis microptera
- Trichomalopsis peregrina
- Trichomalopsis pompilicola
- Trichomalopsis potatoriae
- Trichomalopsis scaposa
- Trichomalopsis subapterus
- Trichomalopsis tenuicornis
- Trichomalopsis tigasis
- Trichomalus acraea
- Trichomalus aglaus
- Trichomalus alopius
- Trichomalus amphimedon
- Trichomalus apertus
- Trichomalus automedon
- Trichomalus bracteatus
- Trichomalus campestris
- Trichomalus cerpheres
- Trichomalus conifer
- Trichomalus coryphe
- Trichomalus curtus
- Trichomalus daimenes
- Trichomalus deudorix
- Trichomalus elongatus
- Trichomalus flagellaris
- Trichomalus fulvipes
- Trichomalus gracilicornis
- Trichomalus gynetelus
- Trichomalus helvipes
- Trichomalus hippo
- Trichomalus lepidus
- Trichomalus lonchaeae
- Trichomalus lucidus
- Trichomalus nanus
- Trichomalus oxygyne
- Trichomalus perfectus
- Trichomalus pexatus
- Trichomalus placidus
- Trichomalus posticus
- Trichomalus robustus
- Trichomalus repandus
- Trichomalus rufinus
- Trichomalus rugosus
- Trichomalus saptine
- Trichomalus statutus
- Trichomalus tenellus
- Trichomalus xanthe
- Tricyclomischus celticus
- Trigonoderus cyanescens
- Trigonoderus filatus
- Trigonoderus princeps
- Trigonoderus pulcher
- Tritneptis klugii
- Trychnosoma punctipleura
- Urolepis maritima
- Vrestovia fidenas
- Xestomnaster chrysochlorus
- Xiphydriophagus meyerinckii

### Signiphoridae
W Wlk. Brytanii stwierdzono m.in.:
- Chartocerus subaeneus
- Thysanus ater

### Tetracampidae
W Wlk. Brytanii stwierdzono m.in.:
- Dipriocampe diprioni
- Epiclerus panyas
- Epiclerus temenus
- Foersterella erdoesi
- Foersterella reptans
- Platynocheilus cuprifrons
- Tetracampe impressa

### Raniszkowate(Torymidae)
W Wlk. Brytanii stwierdzono m.in.:

- Cryptopristus caliginosus
- Glyphomerus stigma
- Glyphomerus tibialis
- Megastigmus aculeatus
- Megastigmus atedius
- Megastigmus bipunctatus
- Megastigmus brevicaudis
- Megastigmus dorsalis
- Megastigmus hoffmeyeri
- znamionek drzewiowiec (Megastigmus pictus}
- Megastigmus pinus
- Megastigmus spermotrophus
- Megastigmus stigmatizans
- znamionek jodłowiec (Megastigmus suspectus)
- Monodontomerus aeneus
- Monodontomerus aereus
- Monodontomerus obscurus
- Monodontomerus rugulosus
- Monodontomerus vicicellae
- Pseudotorymus arvernicus
- Pseudotorymus bollinensis
- Pseudotorymus frontinus
- Pseudotorymus leguminus
- Pseudotorymus medicaginis
- Pseudotorymus militaris
- Pseudotorymus nephthys
- Pseudotorymus salicis
- Torymoides kiesenwetteri
- Torymus aceris
- Torymus affinis
- Torymus amurensis
- Torymus angelicae
- Torymus armatus
- Torymus arundinis
- Torymus auratus
- Torymus azureus
- Torymus basalis
- Torymus baudysi
- Torymus bedeguaris
- Torymus brachyurus
- Torymus breviscapus
- Torymus caledonicus
- Torymus caudatulus
- Torymus caudatus
- Torymus centor
- Torymus chlorocopes
- Torymus chloromerus
- Torymus chrysocephalus
- Torymus cingulatus
- Torymus confinis
- Torymus corni
- Torymus cultriventris
- Torymus cupratus
- Torymus curticauda
- Torymus curtisi
- Torymus cyaneus
- Torymus cyniphidis
- Torymus druparum
- Torymus eadyi
- Torymus erucarum
- Torymus fagineus
- Torymus fastuosus
- Torymus flavipes
- Torymus formosus
- Torymus fuscicornis
- Torymus fuscipes
- Torymus galeobdolonis
- Torymus galii
- Torymus geranii
- Torymus gloriosus
- Torymus grahami
- Torymus hederae
- Torymus heterobiae
- Torymus heyeri
- Torymus hylesini
- Torymus igniceps
- Torymus impar
- Torymus juniperi
- Torymus laetus
- Torymus lampros
- Torymus lathyri
- Torymus microcerus
- Torymus microstigma
- Torymus nigritarsus
- Torymus notatus
- Torymus nitidulus
- Torymus nobilis
- Torymus pascuorum
- Torymus persicariae
- Torymus phillyreae
- Torymus pretiosus
- Torymus problematicus
- Torymus pulchellus
- Torymus purpurascens
- Torymus quadriceps
- Torymus quercinus
- Torymus regalis
- Torymus roboris
- Torymus salicis
- Torymus scutellaris
- Torymus socius
- Torymus spilopterus
- Torymus stenus
- Torymus strenuus
- Torymus tipulariarum
- Torymus ulmariae
- Torymus vallisnierii
- Torymus varians
- Torymus ventralis
- Torymus veronicae

### Kruszynkowate(Trichogrammatidae)
W Wlk. Brytanii stwierdzono m.in.:

- Aphelinoidea waterhousei
- Chaetostricha dimidiata
- Chaetostricha doricha
- Chaetostricha silvestrii
- Chaetostricha walkeri
- Chaetostrichella pungens
- Chaetostrichella rufina
- Epoligosita nudipennis
- Lathromeris scutellaris
- Mirufens longicauda
- Monorthochaeta nigra
- Oligosita acestes
- Oligosita collina
- Oligosita engelharti
- Oligosita krygeri
- Oligosita pallida
- Oligosita subfasciata
- Ophioneurus signatus
- Paracentrobia pulchella
- Poropoea stollwerckii
- Prestwichia aquatica
- Trichogramma cacaeciae
- Trichogramma danubiense
- Trichogramma daumalae
- kruszynek polny (Trichogramma evanescens)
- Trichogramma lacustre
- Trichogramma minutum
- Trichogramma niveiscapus
- Trichogramma semblidis
- Trichogramma minutum
- Trichogramma talitzkii
- Tumidiclava bimaculata
- Ufensia foersteri
- Uscana fumipennis
- Xiphogramma holorhoptra

### Galasówkowate(Cynipidae)
W Wlk. Brytanii stwierdzono m.in.:

- Andricus alniensis
- Andricus amenti
- Andricus aries
- Andricus callidoma
- Andricus corruptrix
- Andricus crassicornis
- Andricus curvator
- Andricus cydoniae
- Andricus foecundatrix
- Andricus gallaeurnaeformis
- Andricus gemmicola
- Andricus glandulae
- Andricus grossulariae
- Andricus inflator
- Andricus kollari
- Andricus legitimus
- Andricus lignicolus
- Andricus lucidus
- Andricus malpighii
- Andricus pallidicornis
- Andricus paradoxus
- Andricus quadrilineatus
- Andricus quercuscalicis
- Andricus quercuscorticis
- Andricus quercusradicis
- Andricus quercusramuli
- Andricus rhyzomae
- Andricus seminationis
- Andricus sieboldi
- Andricus solitarius
- Aphelonyx cerricola
- Aulacidea andrei
- Aulacidea follioti
- Aulacidea hieracii
- Aulacidea nibletti
- Aulacidea pilosellae
- Aulacidea subterminalis
- Aylax minor
- Aylax papaveris
- Biorhiza pallida
- Callirhytis bella
- Callirhytis erythrocephala
- Callirhytis glandium
- Cynips agama
- Cynips disticha
- Cynips divisa
- Cynips longiventris
- galasówka dębianka (Cynips quercusfolii)
- Diastrophus rubi
- Diplolepis eglanteriae
- Diplolepis mayri
- Diplolepis nervosa
- Diplolepis spinosissimae
- szypszyniec różany (Diplolepis rosae)
- Isocolus fitchi
- Isocolus jaceae
- Isocolus lichtensteini
- Isocolus scabiosae
- Liposthenes glechomae
- Neuroterus albipes subsp. albipes
- Neuroterus anthracinus
- Neuroterus numismalis
- Neuroterus lanuginosus
- Neuroterus politus
- rewiś dębowy (Neuroterus quercusbaccarum)
- Neuroterus tricolor
- Periclistus brandtii
- Periclistus caninae
- Periclistus spinosissimae
- Phanacis caulicola
- Phanacis centaureae
- Phanacis hypochoeridis
- Phanacis taraxaci
- Saphonecrus connatus
- Synergus apicalis
- Synergus clandestinus
- Synergus crassicornis
- Synergus incrassatus
- Synergus pallicornis
- Synergus pallidipennis
- Synergus pallipes
- Synergus radiatus
- Synergus reinhardi
- Synergus ruficornis
- Synergus tibialis
- Synergus umbraculus
- Timaspis lampsanae
- Timaspis sonchi
- Trigonaspis megaptera
- Trigonaspis synaspis
- Xestophanes brevitarsis
- Xestophanes potentillae

### Figitidae
W Wlk. Brytanii stwierdzono m.in.:

- Aegilips atricornis
- Aegilips nitidula
- Aegilips romseyensis
- Aegilips vena
- Alloxysta abdera
- Alloxysta brachyptera
- Alloxysta brevis
- Alloxysta circumscripta
- Alloxysta citripes
- Alloxysta cursor
- Alloxysta flavicornis
- Alloxysta fulviceps
- Alloxysta fuscicornis
- Alloxysta fuscipes
- Alloxysta longicornis
- Alloxysta melanogaster
- Alloxysta pallidicornis
- Alloxysta pedestris
- Alloxysta pleuralis
- Alloxysta ramulifera
- Alloxysta semiaperta
- Alloxysta testacea
- Alloxysta tscheki
- Alloxysta ullrichi
- Alloxysta victrix
- Amphitectus areolatus
- Anacharis eucharoides
- Anacharis immunis
- Apocharips trapezoidea - wątpliwy
- Aspicera scutellata subsp. scutellata
- Callaspidia defonscolombei
- Callaspidia dufouri
- Chrestosema antennale
- Cothonaspis gracilis
- Cothonaspis longula
- Cothonaspis pentatoma
- Diglyphosema conjungens
- Dilyta subclavata
- Disorygma depile
- Eucoila crassinerva
- Eucoila maculata
- Eutrias tritoma
- Figites anthomyiarum
- Figites scutellaris
- Figites consobrinus
- Figites ictus
- Figites reinhardi
- Figites scutellaris
- Figites urticarum]
- Glauraspidia microptera
- Gronotoma nigricornis
- Hemicrisis ruficornis - wątpliwy
- Hexacola hexatoma
- Kleidotoma affinis
- Kleidotoma caledonica
- Kleidotoma ciliaris
- Kleidotoma dolichocera
- Kleidotoma elegans
- Kleidotoma filicornis
- Kleidotoma gracilicornis
- Kleidotoma halophila
- Kleidotoma hexatoma
- Kleidotoma longipennis
- Kleidotoma longicornis
- Kleidotoma marshalli
- Kleidotoma myrmecophila
- Kleidotoma nigra
- Kleidotoma pentatoma
- Kleidotoma picipes
- Kleidotoma psiloides
- Kleidotoma pygmaea
- Kleidotoma striata
- Kleidotoma striaticollis
- Kleidotoma subaptera
- Kleidotoma subintegra
- Kleidotoma tetratoma
- Kleidotoma tomentosa
- Leptopilina heterotoma
- Lonchidia clavicornis
- Lonchidia maculipennis
- Melanips alienus
- Melanips microcerus
- Melanips opacus
- Melanips sylvanus
- Microstilba heterogena
- Microstilba striolata
- Mirandicola sericea - wątpliwy
- Omalaspis carinata
- Phaenoglyphis dolichocera
- Phaenoglyphis heterocera
- Phaenoglyphis salicis
- Phaenoglyphis stricta
- Phaenoglyphis villosa
- Phaenoglyphis xanthochroa
- Rhoptromeris heptoma
- Sarothrus tibialis
- Trischiza aphidivora
- Trybliographa albipennis
- Trybliographa atra
- Trybliographa cubitalis
- Trybliographa diaphana
- Trybliographa formicaria
- Trybliographa glottiana
- Trybliographa gracilicornis
- Trybliographa longicornis
- Trybliographa mandibularis
- Trybliographa rapae
- Trybliographa rufula
- Trybliographa testaceipes
- Trybliographa thomsoni
- Trybliographa trichopsila
- Trybliographa xanthoneura
- Xyalaspis armata
- Xyalaspis petiolata
- Xyalaspis subulifera
- Xyalophora clavata
- Zygosis urticeti

### Zgniotowate(Ibaliidae)
W Wlk. Brytanii stwierdzono m.in.:
- zgniot husarczyk (Ibalia leucospoides) subsp. leucospoides
- Ibalia rufipes

### Pokosowate(Aulacidae)
W Wlk. Brytanii stwierdzono m.in.:
- nabucznica prążkowana (Aulacus striatus)

### Skrócieniowate(Evaniidae)
W Wlk. Brytanii stwierdzono m.in.:
- Brachygaster minuta

### Zadziorkowate(Gasteruptiidae)
W Wlk. Brytanii stwierdzono m.in.:
- Gasteruption assectator
- Gasteruption hastator
- Gasteruption jaculator
- Gasteruption laticeps
- Gasteruption minutum
- Gasteruption pedemontanum
- Gasteruption tournieri

### Mymarommatidae
W Wlk. Brytanii stwierdzono jeden gatunek:
- Mymaromma anomalum

### Platygastridae
W Wlk. Brytanii stwierdzono m.in.:

- Allotropa mecrida
- Amblyaspis abas
- Amblyaspis crates
- Amblyaspis furius
- Amblyaspis lasiophila
- Amblyaspis nereus
- Amblyaspis otreus
- Amblyaspis prorsa
- Amblyaspis rufistilus
- Amblyaspis rufithorax
- Amblyaspis rufiventris
- Amblyaspis scutellaris
- Amblyaspis tritici
- Amblyaspis vitellinipes
- Euxestonotus hasselbachi
- Euxestonotus parallela
- Inostemma lycon
- Inostemma melicerta
- Inostemma menippus
- Iphitrachelus lar
- Isocybus ascendens
- Isocybus cameroni
- Isocybus compressus
- Isocybus cotta
- Isocybus erato
- Isocybus matuta
- Isocybus pyramidialis
- Isocybus walkeri
- Isostasius atinas
- Isostasius inserens
- Isostasius punctiger
- Leptacis halia
- Leptacis laodice
- Leptacis nice
- Leptacis nydia
- Leptacis ozines
- Leptacis orchymonti
- Leptacis tipulae
- Leptacis tripartita
- Metaclisis ocalea
- Piestopleura catilla
- Piestopleura flavimanus
- Piestopleura mamertes
- Piestopleura seron
- Platygaster abia
- Platygaster abisares
- Platygaster abrupta
- Platygaster acrisius
- Platygaster athamas
- Platygaster bucolion
- Platygaster cebes
- Platygaster chrysippus
- Platygaster compressicornis
- Platygaster consobrina
- Platygaster convergens
- Platygaster cyrsilus
- Platygaster deipyla
- Platygaster demades
- Platygaster dictys
- Platygaster elongata
- Platygaster enneatomus
- Platygaster ensifer
- Platygaster entwistlei
- Platygaster eriphyle
- Platygaster euhemerus
- Platygaster gorge
- Platygaster gracilipes
- Platygaster gyge
- Platygaster inermis
- Platygaster iolas
- Platygaster leptines
- Platygaster luteocoxalis
- Platygaster manto
- Platygaster marshalli
- Platygaster minthe
- Platygaster munita
- Platygaster munki
- Platygaster nisus
- Platygaster nottoni
- Platygaster occipitalis
- Platygaster oebalus
- Platygaster orcus
- Platygaster orus
- Platygaster otanes
- Platygaster parallela
- Platygaster pedasus
- Platygaster pelias
- Platygaster philinna
- Platygaster plotina
- Platygaster pleuron
- Platygaster quadrifarius
- Platygaster rutubus
- Platygaster sagana
- Platygaster scotica
- Platygaster sonchis
- Platygaster strato
- Platygaster subuliformis
- Platygaster taras
- Platygaster tisias
- Platygaster tuberata
- Platygaster vaenia
- Platygaster vestinus
- Platygaster virgo
- Platygaster zosine
- Platystasius transversus
- Synopeas abaris
- Synopeas brevis
- Synopeas carpentieri
- Synopeas ciliatus
- Synopeas craterus
- Synopeas fuscicola
- Synopeas jasius
- Synopeas larides
- Synopeas osaces
- Synopeas rhanis
- Synopeas sosis
- Synopeas tarsa
- Synopeas trebius
- Synopeas velutinus
- Synopeas ventralis
- Synopeas xanthopus
- Trichacis didas
- Trichacis pisis
- Trichacis remulus

### Scelionidae
W Wlk. Brytanii stwierdzono m.in.:

- Gryon hospes
- Gryon misellum
- Opisthacantha aethra
- Scelio walkeri
- Teleas brasilas
- Teleas clavicornis
- Teleas coriaceus
- Teleas sibiricus
- Telenomus alcon
- Telenomus andria
- Telenomus ater
- Telenomus brachialis
- Telenomus cleostratus
- Telenomus colotes
- Telenomus dalmanni
- Telenomus dorsennus
- Telenomus eris
- Telenomus horus
- Telenomus laricis
- Telenomus mentes
- Telenomus minutus
- Telenomus nauplius
- Telenomus orphne
- Telenomus othonia
- Telenomus pilumnus
- Telenomus sitius
- Telenomus stilpo
- Telenomus tritia
- Telenomus trophonius
- Telenomus turesis
- Telenomus vibius
- Telenomus vinicius
- Thoron metallicus
- Trimorus aegle
- Trimorus algicola
- Trimorus angustipennis
- Trimorus antennalis
- Trimorus aratus
- Trimorus asramanes
- Trimorus bassus
- Trimorus cameroni
- Trimorus carinatus
- Trimorus carinifrons
- Trimorus cephisus
- Trimorus chesias
- Trimorus chyllene
- Trimorus cursor
- Trimorus elatior
- Trimorus elongatus
- Trimorus ephippium
- Trimorus fimbriatus
- Trimorus flavipes
- Trimorus fulvimanus
- Trimorus galba
- Trimorus glaucus
- Trimorus halteratus
- Trimorus lycaon
- Trimorus medon
- Trimorus nigerrimus
- Trimorus punctatifrons
- Trimorus puncticollis
- Trimorus rufonotatus
- Trimorus varicornis
- Trimorus xenetus
- Trissolcus davatchii
- Trissolcus waloffae
- Xenomerus ergenna

### Diapriidae
W Wlk. Brytanii stwierdzono m.in.:

- Acanopsilus brevinervis
- Acanopsilus heterocerus
- Acanosema nervosum
- Acanosema rufum
- Acanthopsilus marshalli
- Aclista acuta
- Aclista analis
- Aclista angusta
- Aclista bitensis
- Aclista cantiana
- Aclista dubia
- Aclista elevata
- Aclista filiformis
- Aclista fusca
- Aclista fusciventris
- Aclista haemorrhoidalis
- Aclista insolita
- Aclista janssoni
- Aclista lineare
- Aclista marshalli
- Aclista neglecta
- Aclista nigriceps
- Aclista pallida
- Aclista parvula
- Aclista prolongata
- Aclista rufipes
- Aclista soror
- Aclista tristis
- Acropiesta flaviventris
- Acropiesta macrocera
- Acropiesta pseudosciarivora
- Acropiesta rufiventris
- Acropiesta sciarivora
- Aneurhynchus ariadne
- Aneurhynchus coryphe
- Aneurhynchus depressus
- Aneurhynchus fragilis
- Aneurhynchus galesiformis
- Aneurhynchus longicornis
- Aneurhynchus mese
- Aneurhynchus nodicornis
- Aneurhynchus obliquus
- Aneurhynchus oviventris
- Aneurhynchus pentatomus
- Aneurhynchus ruficornis
- Aneuropria foersteri
- Anommatium ashmeadi
- Aprestes variicornis
- Basalys abrupta
- Basalys bifoveata
- Basalys ciliata
- Basalys collaris
- Basalys cymocles
- Basalys erythropus
- Basalys exigua
- Basalys formicarum
- Basalys fumipennis
- Basalys helicicola
- Basalys insignificans
- Basalys iphicla
- Basalys longipennis
- Basalys luctuosa
- Basalys macroptera
- Basalys orion
- Basalys parva
- Basalys pedisequa
- Basalys rufocincta
- Basalys scotica
- Basalys semele
- Basalys tritoma
- Basalys tripartita
- Basalys tuberculata
- Belyta bicolor
- Belyta carinifrons
- Belyta elegans
- Belyta elongata
- Belyta depressa
- Belyta moniliata
- Belyta nixoni
- Belyta pedestris
- Belyta rugosicollis
- Belyta sanguinolenta
- Belyta seron
- Belyta validicornis
- Cardiopsilus productus
- Cinetus angustatus
- Cinetus aletes
- Cinetus atriceps
- Cinetus brevipetiolatus
- Cinetus cameroni
- Cinetus cursor
- Cinetus ditomus
- Cinetus elatior
- Cinetus excavatus
- Cinetus fuliginosus
- Cinetus fuscipes
- Cinetus ilione
- Cinetus iridipennis
- Cinetus lanceolatus
- Cinetus licus
- Cinetus lusitanicus
- Cinetus mermerus
- Cinetus piceus
- Cinetus piciventris
- Cinetus princeps
- Cinetus sequestor
- Cinetus simulans
- Cinetus telon
- Coptera inaequalifrons
- Diapria cava
- Diapria conica
- Diapria luteipes
- Diphora westwoodi
- Entomacis bipunctata
- Entomacis graeffei
- Entomacis penelope
- Entomacis perplexa
- Entomacis platyptera
- Eumiota compressa
- Eumiota longepetiolata
- Idiotypa nigriceps
- Idiotypa rufiventris
- Ismarus abdominalis
- Ismarus dorsiger
- Ismarus flavicornis
- Ismarus halidayi
- Ismarus rugulosus
- Labolips innupta
- Lyteba bisulca
- Lyteba canaliculata
- Lyteba carinifrons
- Lyteba thomsoni
- Miota abbreviata
- Miota atriceps
- Miota docilis
- Miota egregia
- Miota flavidicornis
- Miota fungorum
- Miota incisa
- Miota monilicornis
- Miota perplexa
- Miota polita
- Miota rufiventris
- Miota thomsoni
- Monelata aphrodite
- Monelata cincta
- Monelata solida
- Opazon apertum
- Opazon incrassatum
- Opazon parvulum
- Oxylabis armata
- Oxylabis tuberculata
- Pamis ione
- Panbelista longiscapa
- Pantoclis brevicornis
- Pantoclis brevior
- Pantoclis carinata
- Pantoclis dives
- Pantoclis eulimine
- Pantoclis evanescens
- Pantoclis gaudens
- Pantoclis gracilicornis
- Pantoclis leviventris
- Pantoclis longipennis
- Pantoclis macrotoma
- Pantoclis numen
- Pantoclis obliterata
- Pantoclis obscuripes
- Pantoclis ruralis
- Pantoclis scotica
- Pantoclis similis
- Pantoclis striola
- Pantoclis subatricornis
- Pantoclis scotica
- Pantoclis sulcata
- Pantoclis trisulcata
- Pantolyta atrata
- Pantolyta pallida
- Pantolyta semirufa
- Pantolyta stylata
- Paramesius angustipennis
- Paramesius brachypterus
- Paramesius brevipennis
- Paramesius belytoides
- Paramesius cameroni
- Paramesius claviscapus
- Paramesius crassicornis
- Paramesius rufipes
- Paramesius westwoodi
- Paroxylabis semirufa
- Paroxylabis spinifer
- Platymischus dilatatus
- Polypeza ciliata
- Psilomma dubium
- Psilus caecutiens
- Psilus fuscipennis
- Psilus fuscipes
- Psilus parvulus
- Psilus rufipes
- Psilus submonilis
- Psilus walkeri
- Psilus caecutiens
- Spilomicrus abnormis
- Spilomicrus annulicornis
- Spilomicrus basalyformis
- Spilomicrus bipunctatus
- Spilomicrus crassiclavis
- Spilomicrus flavipes
- Spilomicrus formosus
- Spilomicrus hemipterus
- Spilomicrus integer
- Spilomicrus modestus
- Spilomicrus nigriclavis
- Spilomicrus procerus
- Spilomicrus rufitarsis
- Spilomicrus sanbornei
- Spilomicrus stigmaticalis
- Synacra brachialis
- Synacra giraudi
- Synacra holconota
- Synacra paupera
- Synacra sociabilis
- Tetramopria cincticollis
- Trichopria aequata
- Trichopria basalis
- Trichopria cameroni
- Trichopria crassifemur
- Trichopria credne
- Trichopria evanescens
- Trichopria fucicola
- Trichopria halterata
- Trichopria marshalli
- Trichopria modesta
- Trichopria incrassata
- Trichopria myrmecobia
- Trichopria nigra
- Trichopria nigriclava
- Trichopria nigricornis
- Trichopria nixoni
- Trichopria oogaster
- Trichopria oxygaster
- Trichopria quadrifida
- Trichopria paludicola
- Trichopria prema
- Trichopria socia
- Trichopria sociabilis
- Trichopria stilata
- Trichopria striata
- Trichopria subimpressa
- Trichopria tenuicornis
- Trichopria verticillata
- Trichopria wasmanni
- Viennopria lacustris
- Zygota brevinervis
- Zygota claviscapa
- Zygota croton
- Zygota excisor
- Zygota fossulata
- Zygota fuscata
- Zygota hemiptera
- Zygota macroneura
- Zygota microtoma
- Zygota nigra
- Zygota parallela
- Zygota praetor
- Zygota pubescens
- Zygota ruficornis
- Zygota soluta
- Zygota spinosipes
- Zygota subaptera
- Zygota striata

### Heloridae
W Wlk. Brytanii stwierdzono m.in.:
- Helorus anomalipes
- Helorus nigripes
- Helorus ruficornis

### Tybelakowate(Proctotrupidae)
W Wlk. Brytanii stwierdzono m.in.:

- Brachyserphus parvulus
- Codrus niger
- Codrus picicornis
- Cryptoserphus aculeator
- Disogmus areolator
- Disogmus nigricornis
- Exallonyx ater
- Exallonyx brevicornis
- Exallonyx brevimala
- Exallonyx confusus
- Exallonyx crenicornis
- Exallonyx formicarius
- Exallonyx leviventris
- Exallonyx ligatus
- Exallonyx longicornis
- Exallonyx microcerus
- Exallonyx minor
- Exallonyx nixoni
- Exallonyx pallidistigma
- Exallonyx quadriceps
- Exallonyx subserratus
- Exallonyx trichomus
- Exallonyx trifoveatus
- Exallonyx wasmanni
- Paracodrus apterogynus
- Phaenoserphus chittii
- Phaenoserphus fuscipes
- Phaenoserphus viator
- Phaneroserphus calcar
- Phaneroserphus cristatus
- Tretoserphus foveolatus
- Tretoserphus laricis
- Tretoserphus perkinsi

### Przydankowate(Trigonalidae)
W Wlk. Brytanii stwierdzono jeden gatunek:
- Trigonalis hahnii

## Trzonkówki:żądłówki(Apocrita:Aculeata)

### Karaczanowcowate(Ampulicidae)
W Wlk. Brytanii stwierdzono m.in.:
- Dolichurus corniculus

### Pszczolinkowate(Andrenidae)
W Wlk. Brytanii stwierdzono m.in.:

- Andrena alfkenella
- Andrena angustior
- Andrena apicata
- Andrena argentata
- Andrena barbilabris
- Andrena bicolor
- pszczolinka wierzbowo-malinowa – Andrena bimaculata
- Andrena bucephala
- Andrena carantonica
- Andrena chrysosceles
- pszczolinka niebieskawa – Andrena cineraria
- Andrena clarkella
- Andrena coitana
- Andrena congruens
- Andrena denticulata
- Andrena dorsata
- Andrena falsifica
- Andrena ferox
- Andrena flavipes
- Andrena florea
- Andrena floricola
- Andrena fucata
- pszczolinka ruda – Andrena fulva
- Andrena fulvago
- Andrena fuscipes
- pszczolinka białobrzucha – Andrena gravida
- pszczolinka wiosenna – Andrena haemorrhoa
- Andrena hattorfiana
- Andrena helvola
- Andrena humilis
- Andrena labialis
- Andrena labiata
- pszczolinka borówczanka – Andrena lapponica
- Andrena lathyri
- Andrena lepida
- Andrena marginata
- pszczolinka głogowianka – Andrena minutula
- Andrena minutuloides
- Andrena mitis
- Andrena nana
- Andrena nanula
- Andrena nigriceps
- Andrena nigroaenaea
- pszczolinka wierzbowo-mniszkowa – Andrena nitida
- Andrena nitidiuscula
- Andrena niveata
- Andrena ovatula
- Andrena pandellei - wątpliwy
- Andrena pilipes
- Andrena polita
- Andrena potentillae
- Andrena praecox
- Andrena proxima
- Andrena rosae
- Andrena ruficrus
- Andrena semilaevis
- Andrena similis
- Andrena simillima
- Andrena stragulata
- Andrena subopaca
- Andrena synadelpha
- Andrena tarsata
- Andrena thoracica
- Andrena tibialis
- Andrena tridentata
- Andrena trimmerana
- Andrena tscheki
- pszczolinka napiaskowa – Andrena vaga
- Andrena varians
- Andrena viridescens- wątpliwy
- Andrena wilkella
- Panurgus banksianus
- zbierka pospolita – Panurgus calcaratus
- Panurgus friesei

### Miesierkowate(Megachilidae)
W Wlk. Brytanii stwierdzono m.in.:

- makatka zwyczajna, makatka zbójnica - Anthidium manicatum
- Chalicodoma ericetorum
- Chelostoma campanularum
- Chelostoma florisomne
- Coelioxys afra
- Coelioxys conoidea
- Coelioxys elongata
- Coelioxys inermis
- Coelioxys mandibularis
- Coelioxys quadridentata
- Coelioxys rufescens
- Heriades truncorum
- Hoplitis claviventris
- Hoplitis leucomelana
- Hoplosmia spinulosa
- Megachile centuncularis
- Megachile circumcincta
- Megachile dorsalis
- Megachile lapponica
- Megachile ligniseca
- Megachile maritima
- Megachile versicolor
- Megachile willughbiella
- Osmia aurulenta
- murarka dwubarwna - Osmia bicolor
- Osmia caerulescens
- Osmia inermis
- Osmia leaiana
- Osmia niveata
- Osmia parietina
- Osmia pilicornis
- murarka ogrodowa – Osmia rufa
- Osmia uncinata
- Osmia xanthomelana
- Rhodanthidium sticticum
- Stelis breviuscula
- Stelis ornatula
- Stelis phaeoptera
- Stelis punctulatissima

### Pszczołowate(Apidae)
W Wlk. Brytanii stwierdzono m.in.:

- Anthophora bimaculata
- Anthophora furcata
- porobnica włochatka – Anthophora plumipes
- Anthophora quadrimaculata
- Anthophora retusa
- pszczoła miodna – Apis mellifera
- Bombus barbutellus
- Bombus bohemicus
- Bombus campestris
- trzmiel zachodni – Bombus cullumanus
- trzmiel ozdobny – Bombus distinguendus
- trzmiel ogrodowy – Bombus hortorum
- trzmiel zmienny –  Bombus humilis
- trzmiel drzewny – Bombus hypnorum
- trzmiel wrzosowiskowy – Bombus jonellus
- trzmiel kamiennik – Bombus lapidarius
- trzmiel gajowy – Bombus lucorum
- Bombus monticola
- trzmiel żółty – Bombus muscorum
- trzmiel rudy – Bombus pascuorum
- trzmiel rdzawoodwłokowy – Bombus pomorum
- trzmiel łąkowy – Bombus pratorum
- trzmiel ciemnopasy – Bombus ruderarius
- trzmiel ciemnopasy – Bombus ruderatus
- Bombus rupestris
- trzmiel różnobarwny – Bombus soroeensis
- trzmiel paskowany – Bombus subterraneus
- trzmiel rudoszary – Bombus sylvarum
- trzmiel ziemny – Bombus terrestris
- trzmielec ziemny – Bombus vestalis
- Ceratina cyanea
- kornutka koniczynowa - Eucera longicornis
- Eucera nigrescens
- mamrzyca północna - Epeolus variegatus
- Epeolus cruciger
- Melecta albifrons
- Melecta luctuosa
- Nomada argentat
- Nomada armata
- Nomada baccata
- Nomada conjungens
- Nomada fabriciana
- Nomada ferruginata
- Nomada flava
- Nomada fulvicornis
- Nomada flavopicta
- Nomada flavoguttata
- Nomada fucata
- Nomada goodeniana
- Nomada guttulata
- Nomada hirtipes
- Nomada lathburiana
- Nomada leucophthalma
- Nomada marshamella
- Nomada obtusifrons
- Nomada panzeri
- Nomada roberjeotiana
- Nomada rufipes
- Nomada ruficornis
- Nomada sexfasciata
- Nomada sheppardana
- Nomada signata
- Nomada striata
- Tachytrechus consobrinus
- zadrzechnia fioletowa -Xylocopa violacea

### Lepiarkowate(Colletidae)
W Wlk. Brytanii stwierdzono m.in.:
- lepiarka wiosenna – Colletes cunicularius
- lepiarka jedwabniczka – Colletes daviesanus
- Colletes fodiens
- Colletes floralis
- Colletes halophilus
- Colletes hederae
- Colletes marginatus
- Colletes similis
- Colletes succinctus
- Hylaeus annularis
- Hylaeus brevicornis
- Hylaeus communis
- Hylaeus confusus
- Hylaeus cornutus
- Hylaeus gibbus
- Hylaeus hyalinatus
- Hylaeus pectoralis
- Hylaeus pictipes
- Hylaeus punctulatissimus
- Hylaeus signatus
- Hylaeus spilotus

### Spójnicowate(Melittidae)
W Wlk. Brytanii stwierdzono m.in.:
- Dasypoda altercator
- Macropis europaea
- Melitta dimidiata
- Melitta haemorrhoidalis
- spójnica lucernowa – Melitta leporina
- Melitta tricincta

### Smuklikowate(Halictidae)
W Wlk. Brytanii stwierdzono m.in.:

- Dufourea halictula
- Dufourea minuta
- Halictus eurygnathus
- Halictus maculatus
- Halictus tumulorum
- Halictus confusus
- smuklik rdzawonogi – Halictus rubicundus
- smuklik złotawy, zieleniczka złotawa - Halictus subauratus
- Lasioglossum cupromicans
- Lasioglossum albipes
- Lasioglossum angusticeps
- Lasioglossum brevicorne
- Lasioglossum calceatum
- Lasioglossum fulvicorne
- Lasioglossum fratellum
- Lasioglossum laeve
- Lasioglossum laevigatum
- Lasioglossum lativentre
- Lasioglossum laticeps
- Lasioglossum leucopus
- Lasioglossum leucozonium
- Lasioglossum malachurum
- Lasioglossum minutissimum
- Lasioglossum morio
- Lasioglossum nitidiusculum
- Lasioglossum pauperatum
- Lasioglossum pauxillum
- Lasioglossum prasinum
- Lasioglossum punctatissimum
- Lasioglossum quadrinotatulum
- Lasioglossum puncticolle
- Lasioglossum rufitarse
- Lasioglossum smeathmanellum
- Lasioglossum semilucens
- Lasioglossum sexnotatum
- Lasioglossum villosulum
- Lasioglossum xanthopum
- Lasioglossum zonulum
- Rophites quinquespinosus
- Sphecodes crassus
- Sphecodes ephippius
- nęczyn czerwonobrzuchy – Sphecodes gibbus
- Sphecodes geofrellus
- Sphecodes ferruginatus
- Sphecodes hyalinatus
- Sphecodes longulus
- Sphecodes miniatus
- Sphecodes monilicornis
- Sphecodes niger
- Sphecodes pellucidus
- Sphecodes puncticeps
- Sphecodes rubicundus
- Sphecodes reticulatus
- Sphecodes scabricollis
- Sphecodes spinulosus

### Otrętwiaczowate(Crabronidae)
W Wlk. Brytanii stwierdzono m.in.:

- Alysson spinosus spp. spinosus
- Argogorytes fargeii
- Argogorytes mystaceus
- wytrzeszczka tarczówkowa (Astata boops) spp. boops
- Cerceris arenaria spp. arenaria
- Cerceris interrupta spp. interrupta
- Cerceris quadricincta spp. quadricincta
- Cerceris quinquefasciata spp. quinquefasciata
- Cerceris ruficornis spp. ruficornis
- Cerceris rybyensis spp. rybyensis
- Cerceris sabulosa spp. sabulosa
- Crabro cribrarius
- Crabro peltarius spp. peltarius
- Crabro scutellatus
- Crossocerus annulipes
- Crossocerus binotatus
- Crossocerus capitosus
- Crossocerus cetratus
- Crossocerus dimidiatus
- Crossocerus distinguendus
- Crossocerus elongatulus spp. elongatulus, spp. annulatus
- Crossocerus exiguus
- Crossocerus leucostoma
- Crossocerus megacephalus
- Crossocerus nigritus
- Crossocerus ovalis
- Crossocerus palmipes
- Crossocerus podagricus
- Crossocerus quadrimaculatus
- Crossocerus styrius
- Crossocerus tarsatus spp. tarsatus
- Crossocerus walkeri
- Crossocerus vagabundus
- Crossocerus varus
- Crossocerus wesmaeli
- Didineis lunicornis
- Dinetus pictus
- Diodontus insidiosus
- Diodontus minutus
- Diodontus luperus
- Diodontus tristis
- Dryudella pinguis
- wytrzeszczka piaskowa (Dryudella stigma)
- Ectemnius borealis
- Ectemnius cavifrons
- Ectemnius cephalotes
- Ectemnius continuus spp. punctatus
- Ectemnius dives
- Ectemnius lapidarius
- Ectemnius lituratus
- Ectemnius rubicola
- Ectemnius ruficornis
- Ectemnius sexcinctus
- Entomognathus brevis
- Gorytes albilabris
- Gorytes laticinctus
- Gorytes quadrifasciatus
- Gorytes quinquecinctus spp. quinquecinctus
- Harpactus tumidus
- Lestiphorus bicinctus
- Lindenius albilabris
- Lindenius panzeri
- Lindenius pygmaeus spp. armatus
- Mellinus crabroneus
- Miscophus ater
- Miscophus concolor
- Nitela borealis
- Nitela lucens
- Nitela spinolae
- Nysson dimidiatus
- Nysson interruptus
- Nysson spinosus
- Nysson trimaculatus
- Mimesa bicolor
- Mimesa bruxellensis
- Mimesa equestris
- Mimesa lutaria
- Mimumesa atratina
- Mimumesa dahlbomi
- Mimumesa littoralis
- Mimumesa spooneri
- Mimumesa unicolor
- Oxybelus argentatus spp. argentatus
- Oxybelus lineatus
- Oxybelus mandibularis
- Oxybelus uniglumis
- Passaloecus clypealis
- Passaloecus corniger spp. corniger
- Passaloecus eremita
- Passaloecus gracilis
- Passaloecus insignis
- Passaloecus monilicornis
- Passaloecus singularis
- Passaloecus turionum
- Pemphredon inornata
- Pemphredon lethifer
- Pemphredon lugubris
- Pemphredon morio
- Pemphredon rugifer
- taszczyn pszczeli (Philanthus triangulum) spp. triangulum
- Psen ater wątpliwy
- Psenulus concolor
- Psenulus pallipes
- Psenulus schencki
- Rhopalum clavipes
- Rhopalum coarctatum
- Rhopalum gracile
- Spilomena beata
- Spilomena differens
- Spilomena enslini
- Spilomena troglodytes
- Stigmus pendulus
- Stigmus solskyi
- Tachysphex nitidus spp. nitidus
- Tachysphex obscuripennis spp. obscuripennis
- Tachysphex pompiliformis
- Tachysphex unicolor spp. unicolor
- Trypoxylon attenuatum
- Trypoxylon clavicerum
- Trypoxylon figulus
- Trypoxylon medium

### Grzebaczowate(Sphecidae)
W Wlk. Brytanii stwierdzono m.in.:
- Ammophila pubescens
- szczerklina piaskowa (Ammophila sabulosa)
- miodwa łąkowa (Mellinus arvensis)
- Podalonia affinis spp. affinis
- Podalonia hirsuta spp. hirsuta
- Podalonia luffii

### Bethylidae
W Wlk. Brytanii stwierdzono m.in.:
- Allepyris microneurus
- Bethylus boops
- Bethylus cephalotes
- Bethylus dendrophilus
- Bethylus fuscicornis
- Bethylus hyalinus
- Bethylus mandibularis
- Cephalonomia brevipennis
- Cephalonomia formiciformis
- Cephalonomia hammi
- Cephalonomia tarsalis
- Cephalonomia waterstoni
- Epyris bilineatus
- Epyris brevipennis
- Epyris niger
- Epyris tricolor
- Goniozus claripennis
- Holepyris sylvanidis
- Plastanoxus chittendeni
- Plastanoxus munroi
- Plastanoxus westwoodi
- Pseudisobrachium subcyaneum
- Rhabdepyris fasciatus
- Sclerodermus domesticus

### Złotolitkowate(Chrysididae)
W Wlk. Brytanii stwierdzono m.in.:

- Chrysis angustula subsp. angustula
- Chrysis bicolor
- Chrysis clarinicollis
- Chrysis corusca
- złotolitka lśniącobrzucha (Chrysis fulgida) subsp. fulgida
- Chrysis gracillima subsp. gracillima
- złotolitka ognista (Chrysis ignita) subsp. ignita
- Chrysis illigeri
- Chrysis impressa
- Chrysis longula subsp. longula
- Chrysis mediata subsp. mediata
- Chrysis pseudobrevitarsis
- Chrysis ruddii subsp. ruddii
- Chrysis rutiliventris subsp. rutiliventris, subsp. vanlithi
- Chrysis schencki
- Chrysis viridula
- Chrysura hirsuta
- Chrysura radians
- Cleptes nitidulus
- Cleptes semiauratus
- Elampus panzeri
- Hedychridium aereolum
- Hedychridium coriaceum
- Hedychridium cupratum
- Hedychridium roseum subsp. roseum
- Hedychrum aureicolle
- Hedychrum niemelai
- Hedychrum rutilans subsp. rutilans
- Holopyga fastuosa subsp. generosa
- Omalus aeneus subsp. aeneus
- Philoctetes truncatus
- Pseudomalus auratus subsp. auratus
- Pseudomalus violaceus
- Pseudospinolia neglecta
- Trichrysis cyanea

### Dryinidae
W Wlk. Brytanii stwierdzono m.in.:

- Anteon arcuatum
- Anteon brachycerum
- Anteon ephippiger
- Anteon exiguum
- Anteon faciale
- Anteon flavicorne
- Anteon fulviventre
- Anteon gaullei
- Anteon infectum
- Anteon jurineanum
- Anteon reticulatum
- Anteon scapulare
- Anteon tripartitum
- Aphelopus atratus
- Aphelopus camus
- Aphelopus melaleucus
- Aphelopus nigriceps
- Aphelopus querceus
- Aphelopus serratus
- Dryinus collaris
- Dryinus niger
- Gonatopus bicolor
- Gonatopus clavipes
- Gonatopus distinctus
- Gonatopus bicolor
- Gonatopus distinguendus
- Gonatopus formicicolus
- Gonatopus helleni
- Gonatopus lunatus
- Gonatopus pedestris
- Gonatopus striatus
- Haplogonatopus oratorius
- Lonchodryinus ruficornis
- Mystrophorus formicaeformis

### Embolemidae
W Wlk. Brytanii stwierdzono m.in.:
- Embolemus ruddii

### Mrówkowate(Formicidae)
W Wlk. Brytanii stwierdzono m.in.:

- nieróbka czarniawa (Anergates atratulus)
- Camponotus britteni
- Crematogaster terminalis
- mrówka północna (Formica aquilonia)
- Formica candida
- pierwomrówka podziemna (Formica cunicularia)
- ozdobnica większa (Formica exsecta)
- pierwomrówka łagodna (Formica fusca) subsp. fusca
- Formica lemani
- mrówka smętnica (Formica lugubris)
- Formica lusatica
- mrówka łąkowa (Formica pratensis) subsp. pratensis
- mrówka rudnica (Formica rufa) subsp. rufa
- pierwomrówka krasnolica (Formica rufibarbis)
- zbójnica krwista (Formica sanguinea)
- gładyszek mrowiskowy (Formicoxenus nitidulus)
- Hypoponera opaticeps subsp. gibbinota, subsp. opaticeps
- Hypoponera punctatissima
- hurtnica podobna (Lasius alienus)
- hurtnica wstydliwa (Lasius brunneus)
- podziemnica zwyczajna (Lasius flavus)
- kartonówka zwyczajna (Lasius fuliginosus)
- Lasius meridionalis
- Lasius mixtus
- hurtnica pospolita (Lasius niger)
- Lasius platythorax
- Lasius psammophilus
- Lasius sabularum
- podziemnica cieniolubna (Lasius umbratus)
- smuklica zwyczajna (Leptothorax acervorum) subsp. acervorum
- Leptothorax albipennis
- Leptothorax interruptus subsp. interruptus
- wysmuklica Nylandera (Leptothorax nylanderi) subsp. nylanderi
- mrówka faraona (Monomorium pharaonis)
- Myrmecina graminicola
- Myrmica bessarabica
- Myrmica hirsuta
- Myrmica karavajevi
- Myrmica laurae
- wścieklica płatkorożna (Myrmica lobicornis)
- Myrmica microrubra
- wścieklica zwyczajna (Myrmica rubra)
- wścieklica podobna (Myrmica ruginodis)
- wścieklica Sabuleta (Myrmica sabuleti)
- wścieklica uszatka (Myrmica scabrinodis) subsp. scabrinodis
- wścieklica Schencka (Myrmica schencki)
- Myrmica sulcinodis
- Myrmica vandeli
- Paratrechina bourbonica
- Paratrechina braueri subsp. braueri, subsp. donisthorperi
- Paratrechina vividula subsp. vividula
- Prenolepis nitens
- Pheidole anastasii
- Pheidole megacephala
- złośnica zwyczajna (Ponera coarctata)
- mrówka złodziejka (Solenopsis fugax) subsp. fugax
- otrupka Westwooda (Stenamma debile)
- Stenamma westwoodi
- sierpnica płowa (Strongylognathus testaceus)
- Strumigenys rogeri
- Tapinoma ambiguum
- koczowniczka czarna (Tapinoma erraticum) subsp. erraticum
- Tapinoma melanocephalum
- murawka darniowiec (Tetramorium caespitum) subsp. caespitum
- Tetramorium caldarium
- Tetramorium simillimum

### Żronkowate(Mutillidae)
W Wlk. Brytanii stwierdzono m.in.:
- Cystomutilla ruficeps
- żronka (Mutilla europaea)
- Myrmosa atra

### Nastecznikowate(Pompilidae)
W Wlk. Brytanii stwierdzono m.in.:

- Agenioideus cinctellus
- Agenioideus sericeus
- Anoplius caviventris
- Anoplius concinnus
- Anoplius infuscatus
- Anoplius nigerrimus
- Anoplius viaticus
- Aporus unicolor
- Aporinellus sexmaculatus
- Arachnospila anceps
- Arachnospila consobrina
- Arachnospila minutula
- Arachnospila rufa
- Arachnospila spissa
- Arachnospila trivialis
- Arachnospila wesmaeli
- Auplopus carbonarius
- Caliadurgus fasciatellus
- Ceropales maculata subsp. maculata
- Ceropales variegata
- Cryptocheilus notatus
- Dipogon bifasciatus subsp. bifasciatus
- Dipogon subintermedius
- Dipogon variegatus
- Episyron rufipes
- Evagetes crassicornis
- Evagetes dubius
- Evagetes pectinipes subsp. pectinipes
- Evagetes siculus
- Pompilus cinereus
- Priocnemis agilis
- Priocnemis coriacea
- Priocnemis cordivalvata
- Priocnemis exaltata
- Priocnemis fennica
- Priocnemis gracilis
- Priocnemis hyalinata
- Priocnemis parvula
- Priocnemis perturbator
- Priocnemis propinqua
- Priocnemis pusilla
- Priocnemis sulci
- Priocnemis susterai

### Wysmugowate(Sapygidae)
W Wlk. Brytanii stwierdzono m.in.:
- Monosapyga clavicornis
- Sapyga quinquepunctata

### Podwijkowate(Tiphiidae)
W Wlk. Brytanii stwierdzono m.in.:
- Ludita villosa subsp. villosa
- Tiphia minuta
- Tiphia femorata subsp. femorata

### Osowate(Vespidae)
W Wlk. Brytanii stwierdzono m.in.:

- Ancistrocerus antilope
- Ancistrocerus claripennis
- Ancistrocerus gazella
- Ancistrocerus nigricornis
- Ancistrocerus oviventris subsp. oviventris
- Ancistrocerus parietinus
- Ancistrocerus parietum
- Ancistrocerus scoticus subsp. scoticus
- Ancistrocerus trifasciatus
- osa średnia (Dolichovespula media)
- Dolichovespula norwegica
- osa saksońska (Dolichovespula saxonica)
- osa leśna (Dolichovespula sylvestris)
- kopułka wysmukła (Eumenes coarctatus) subsp. coarctatus
- Euodynerus quadrifasciatus
- Gymnomerus laevipes
- Microdynerus exilis
- Odynerus melanocephalus subsp. melanocephalus
- Odynerus reniformis
- Odynerus simillimus
- Odynerus spinipes
- Pseudepipona herrichii
- Symmorphus bifasciatus
- Symmorphus connexus
- Symmorphus crassicornis
- Symmorphus gracilis
- szerszeń europejski (Vespa crabro)
- Vespula austriaca
- osa dachowa (Vespula germanica)
- osa rudawa (Vespula rufa)
- osa pospolita (Vespula vulgaris)